# تویوتومی هیده‌یوشی

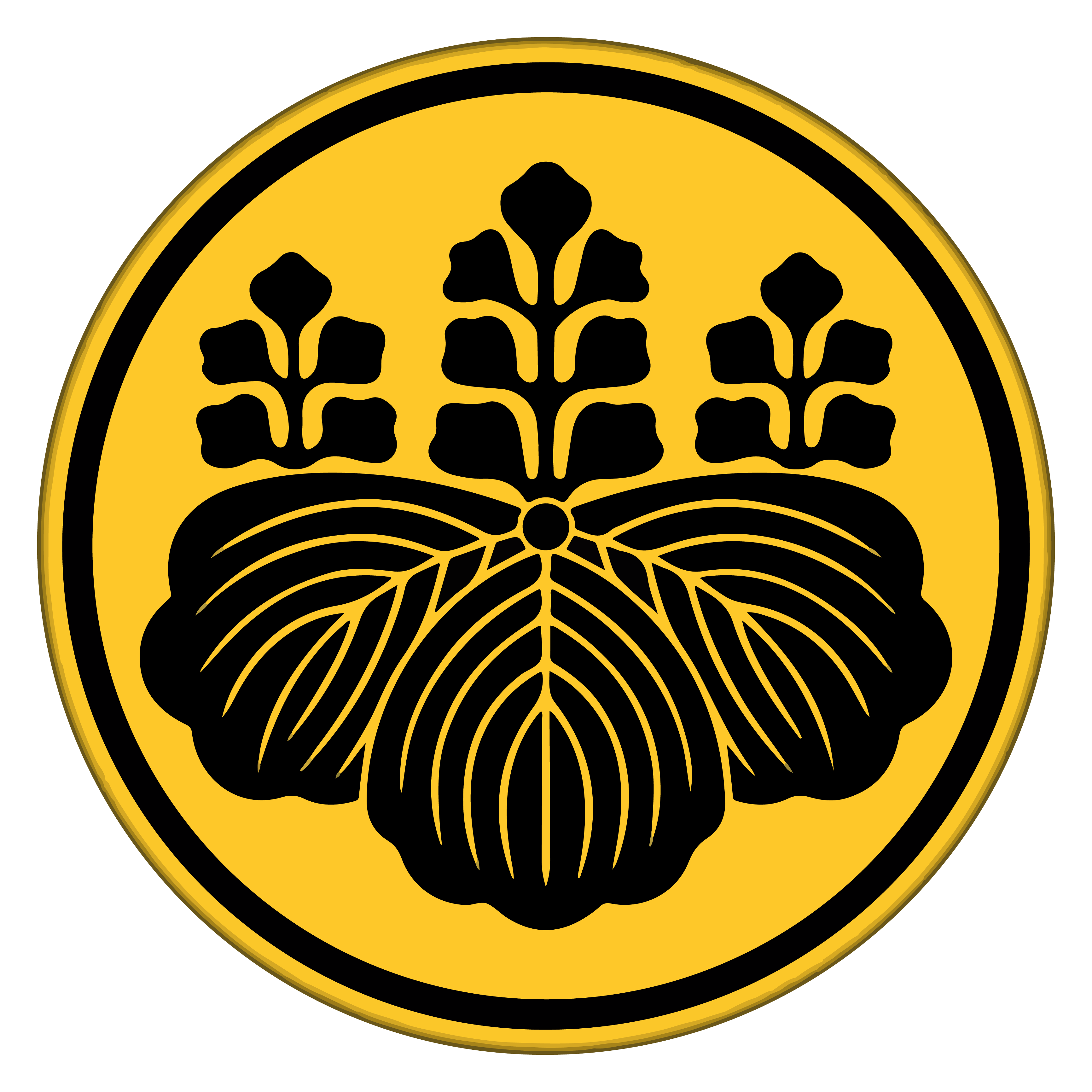
نشان خاندان تویوتومی

تویوتومی هیده‌یوشی (به ژاپنی: 豊臣 秀吉 Toyotomi Hideyoshi)، هاشیبا هیده‌یوشی، یاماشیتا توکیچیرو، (تولد ۱۵۳۶ یا ۱۵۳۷ – مرگ ۱۸ سپتامبر ۱۵۹۸) یک سامورایی و یکی از سه رهبر متحدکنندهٔ ژاپن در دوران آشوب‌زدهٔ سنگوکو بود.
اواخر قرن شانزدهم میلادی کشور ژاپن بر اثر جنگ‌های داخلی میان قدرتمندان ولایتی، دایمیوها، تجزیه شده بود و آن‌ها برای کسب قدرت نهایی در حال نبرد با یکدیگر بودند. در سال ۱۵۶۸ اودا نوبوناگا، با جنگ‌های متمادی علیه دایمیوهای رقیب، پایهٔ وحدت ملی را بنیان گذاشت. اما این تویوتومی هیده‌یوشی بود که کار را به اتمام رساند، هرچند میوهٔ آن را توکوگاوا ایه‌یاسو چید.
هیده‌یوشی در یک خانوادهٔ فقیر کشاورز متولد شد و با واسطهٔ یکی از آشنایانش به خدمت اودا نوبوناگا درآمد. نوبوناگا وی را آشیگارو (سرباز پیادهٔ تفنگ‌دار) کرد و پس از گذشت چند سال به خاطر جدی بودن در کارش در رأس آشیگاروهای خاندان اودا قرار گرفت. هیده‌یوشی یک مذاکره‌کننده بسیار موفق بود و قبل از نبردها با جنگ‌سالاران طرف مقابل گفتگو و سعی می‌کرد تا آنها را متقاعد کند که به نوبوناگا ملحق شوند. در سال ۱۵۷۷ نوبوناگا، هیده‌یوشی را به منطقه چوگوکو فرستاد تا این منطقه را که تحت سلطهٔ خاندان موری بود، فتح کند. در ژوئن ۱۵۸۲ نوبوناگا توسط ژنرال ارشدش آکچی میتسوهیده در شورشی به نام حادثهٔ معبد هوننو به قتل رسید. هیده‌یوشی پس از آگاهی از مرگ نوبوناگا به‌سرعت با خاندان موری صلح کرده و برای برانداختن آکچی میتسوهیده عازم کیوتو شد و توانست میتسوهیده را در نبرد یامازاکی شکست داده و به قتل رساند و با این انتقام‌گیری سریع، خود را به عنوان جانشین نوبوناگا مطرح کند. در سال ۱۵۸۵ هیده‌یوشی توانست مقام کانپاکو (بالاترین مشاور امپراتور) را کسب کند و تا سال ۱۵۹۱ این مقام را عهده‌دار بود. به علاوه امپراتور اوگیماچی در سال ۱۵۸۶ نام خانوادگی «تویوتومی» را به وی اهدا کرد و به مقام دایجو-دایجین (صدرالاعظمی ژاپن) نیز رسید و تا هنگام مرگ این مقام را برعهده داشت.
هیده‌یوشی پس از وحدت ژاپن در سال ۱۵۹۲ به کره حمله کرد تا پیش‌درآمدی برای هجوم به چین باشد. جنگ هفت سالهٔ تهاجم ژاپن به کره (۱۵۹۸–۱۵۹۲) پس از مرگ هیده‌یوشی در سال ۱۵۹۸ با عقب‌نشینی کامل ژاپن پایان یافت. تنها فرزند باقیمانده از وی، تویوتومی هیده‌یوری بود. هیده‌یوشی به عنوان کسی که بیشترین پیشرفت اجتماعی را در تاریخ ژاپن داشته‌است، شهرت دارد. محدود کردن اجازهٔ حمل سلاح به افراد طبقهٔ سامورایی از جمله میراث‌های فرهنگی به‌جامانده از اوست.

## وضعیت زمانه

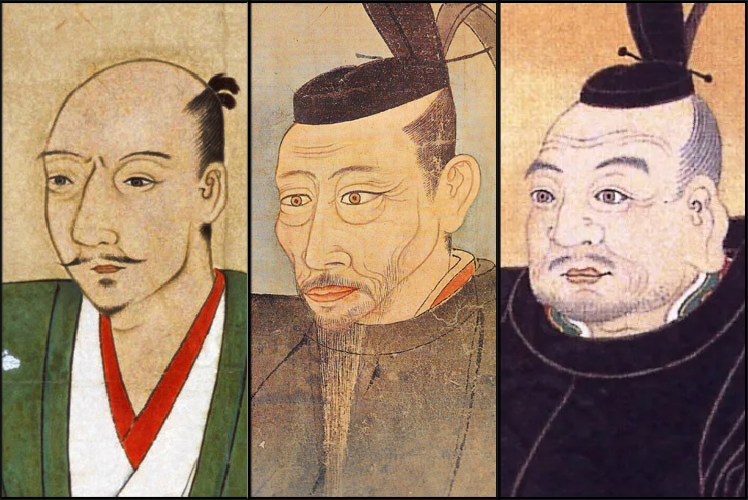
سه وحدت‌دهندهٔ ژاپن، از چپ به راست اودا نوبوناگا، تویوتومی هیده‌یوشی، توکوگاوا ایه‌یاسو

دورهٔ سنگوکو (۱۶۰۰–۱۴۶۷ میلادی) یا دوره جنگ‌های داخلی ژاپن از میانه‌های قرن پانزدهم تا آغاز قرن هفدهم به درازا کشید. در این دوره گکوکوجو (از لحاظ لغوی به معنای براندازی و فراتر رفتن از مافوق) رواج یافت و کسانی که از نظر مقام اجتماعی فرودست بوده اما در جنگیدن مهارت داشتند، با پیروزی در نبردها، موفق به قبضهٔ قدرت در یک منطقه شدند. بدین ترتیب بسیاری از شوگوها یا فرمانداران محلی برانداخته شده و جای خود را به دایمیوهای پرقدرت دورهٔ سنگوکو (امیران محلی) دادند. دایمیوهای سنگوکو هرکدام با برپایی جنگ‌ها تلاش می‌کردند وسعت منطقهٔ تحت نفوذ خود را افزایش دهند. هدف نهایی آن‌ها یکپارچه کردن ژاپن، براندازی شوگون‌سالاری آشیکاگا و نشستن بر جای این خاندان بود. دورهٔ پایانی سنگوکو، آزوچی–مومویاما (۱۵۶۸ تا ۱۶۰۰ میلادی) نامیده می‌شود. بیشتر تاریخ‌دانان سال ۱۵۷۳ را سال پایان یافتن شوگون‌سالاری آشیکاگا و آغاز دوره آزوچی–مومویاما در نظر می‌گیرند در این سال آخرین شوگون، آشیکاگا یوشی‌آکی به دستور اودا نوبوناگا از کیوتو تبعید شد. در دورهٔ آزوچی–مومویاما پایهٔ وحدت ملی در ژاپن بنیان گذاشته شد. ابتدا اودا نوبوناگا کوشید تا از لحاظ سیاسی کشور را یکپارچه کند و بر یک‌سوم کشور تسلط یابد. سپس جانشین او تویوتومی هیده‌یوشی زبده‌ترین ژنرال ارتش وی، به آرزوی او جامهٔ عمل پوشاند و تمام کشور را مجدداً متحد کرد. عنوان دوره آزوچی–مومویاما از نام قلعه‌های آزوچی (متعلق به اودا نوبوناگا)، و مومویاما (نام دیگر قلعه فوشیمی) (متعلق به تویوتومی هیده‌یوشی) گرفته شده‌است.

## پیشینه خانوادگی و سال‌های ابتدایی
پیشینهٔ خانوادگی هیده‌یوشی چندان روشن نیست و اطلاعات متناقضی دربارهٔ آن وجود دارد. بر اساس کتاب تاریخی تایکوسوجوکی، هیده‌یوشی در سال ۱۵۳۶ در ناحیه آیچی، ولایت اُواری (امروزه منطقهٔ ناکامورا در شهر ناگویا در استان آیچی) متولد شده، نام مادرش ناکا و نام پدرش کینوشیتا یائه‌مون بود. همچنین شغل پدر او آشیگارو (سرباز پیادهٔ تفنگ‌دار) و در خدمت اودا نوبوهیده (پدر اودا نوبوناگا) ذکر شده‌است. اما به علت همزمان بودن تاریخ مرگ پدر هیده‌یوشی و ورود تفنگ به ژاپن توسط پرتغالی‌ها در سال ۱۵۴۳، صحت این گفته مورد تردید است. در کتاب تاریخی دیگری به نام تویوکاگامی نوشتهٔ تاکه‌ناکا شیگه‌کادو (۱۶۳۱–۱۵۷۳)، محل تولد یکسان است و ذکر شده که هیده‌یوشی از طبقات فقیر بوده، اما نام پدر و مادر او در این کتاب مشخص نیست. در کتاب تایکوکی زمان تولد ۶ فوریه ۱۵۳۷ ذکر شده و این تاریخ بیشتر مورد قبول محققان است. همچنین در این کتاب آمده که نام خانوادگی کینوشیتا، در اصل نام خانوادگی پدر همسر اصلی او اونه بوده و همین موضوع در بین محققان این تردید را به وجود آورده که شاید هیده‌یوشی به علت پایین بودن طبقهٔ اجتماعی به رسم آن زمان فاقد نام خانوادگی بوده و نام کینوشیتا را از پدر خود به ارث نبرده، بلکه پس از ازدواج نام خانوادگی پدرزنش را بر خود گذاشته‌است. در کتاب تاریخ ژاپن نوشتهٔ لوئیس فرویس، آمده هیده‌یوشی فرزند کشاورز فقیری بوده‌است.
نام دوران کودکی وی در زندگی‌نامهٔ وی «هیوشی‌مارو» ذکر شده که احتمالاً ساختگی است. در هنگامی که هیده‌یوشی، هفت سال و خواهر بزرگترش نیشونی ۱۰ سال داشتند، پدرشان فوت می‌کند. مادر او ناکا با فاصله کوتاهی پس از مرگ پدر هیده‌یوشی با چیکو آمی ازدواج مجدد می‌کند و هیده‌ناگا و آساهی، برادر و خواهر ناتنی هیده‌یوشی حاصل ازدواج دوم مادر وی هستند. هیده‌یوشی با ناپدری‌اش ناسازگاری داشته و در سن هشت سالگی به معبد سپرده می‌شود، اما پس از مدتی از معبد اخراج شده و به خانه بازمی‌گردد.
در سن ۱۵ سالگی مقداری مال به عنوان ارث پدری گرفته و به امید اینکه یک سامورایی شود خانه را ترک می‌کند. پس از آن وی مدتی به فروش سوزن مشغول بوده‌است.

## شغل‌های اولیه
هیده‌یوشی در سن ۱۶ سالگی از ولایت خود خارج شد و برای اینکه بتواند یک سامورایی شود، راهی سونپو مقر دایمیوی پرقدرت شرق ژاپن، ایماگاوا یوشیموتو شد. در هنگام گذر از ولایت مابین یعنی ولایت توتومی، به یکی از خدمتگذاران خاندان ایماگاوا به نام ماتسوشیتا یوکی‌تسونا برخورد. یوکی‌تسونا از او خواست تا برای او کار کند. هیده‌یوشی به مدت دو سال در خدمت یوکی‌تسونا بود سپس در سن ۱۸ سالگی بار دیگر به ولایت اُواری برگشت. دو دلیل متفاوت در کتاب‌های تاریخی برای بازگشت او مطرح شده‌است. طبق نوشته تایکو سوسه‌ایکی، به دلیل اینکه هیده‌یوشی بسیار در کارش دقیق و کوشا بود، حسادت دیگران را برانگیخته و مورد آزار و اذیت همکاران خود قرار گرفته‌است. به همین علت وی بعد از گرفتن مقداری پول از اربابش به ولایتش برگشته است. اما در هوآن تایکوکی ذکر شده که هیده‌یوشی مقداری پول از یوکی‌تسونا برای خرید جنس به امانت گرفته و با همان پول به ولایت اُواری برگشته است.
هیده‌یوشی پس از بازگشت به ولایت اُواری با واسطهٔ یکی از آشنایانش به خدمت اودا نوبوناگا درآمد. در ابتدا وظیفهٔ او کمک به سوار شدن اربابش بر اسب یا گذاشتن صندل جلویِ پای نوبوناگا بوده تا اینکه بر اساس داستان‌های رایج، یک بار نوبوناگا در هوای سرد زمستانی هنگام خارج شدن از داخل محل اقامتش می‌بیند که هیده‌یوشی صندل او را به سینهٔ خود فشرده تا آن را گرم کند. نوبوناگا تحت تأثیر ملاحظه‌کاری هیده‌یوشی قرار می‌گیرد و او را آشیگارو (سرباز پیاده تفنگ‌دار) می‌کند و پس از گذشت چند سال به خاطر جدی بودن در کارش در رأس آشیگاروهای خاندان اودا قرار می‌گیرد. نوبوناگا به شوخی معمولاً او را ''سارو'' (به معنی میمون) خطاب می‌کرده‌است. به همین علت ''سارو'' به عنوان لقب هیده‌یوشی شناخته می‌شود. طبع شاد، سنجیدگی و تدبیر و همچنین هوش فراوانش به او کمک کرد تا به یک سامورایی (نگهدارنده نظامی دایمیو) ارتقا یابد.

### نخستین ازدواج
در سال ۱۵۶۱ هیده‌یوشی پس از هفت سال خدمت در خاندان اودا و در سن ۲۵ سالگی، با دختر یکی از ملازمان نظامی نوبوناگا، بنام اونه ازدواج کرد. اونه در آن زمان ۱۴ سال داشت و با وجود اینکه مادرش به علت تفاوت طبقاتی مخالف این ازدواج بود با هیده‌یوشی ازدواج عاشقانه کرد. در آن دوره این نوع ازدواج امری بسیار نادر بود. از این ازدواج هیچ فرزندی حاصل نشد.

## ملازمی اودا نوبوناگا (۱۵۸۲–۱۵۵۸)

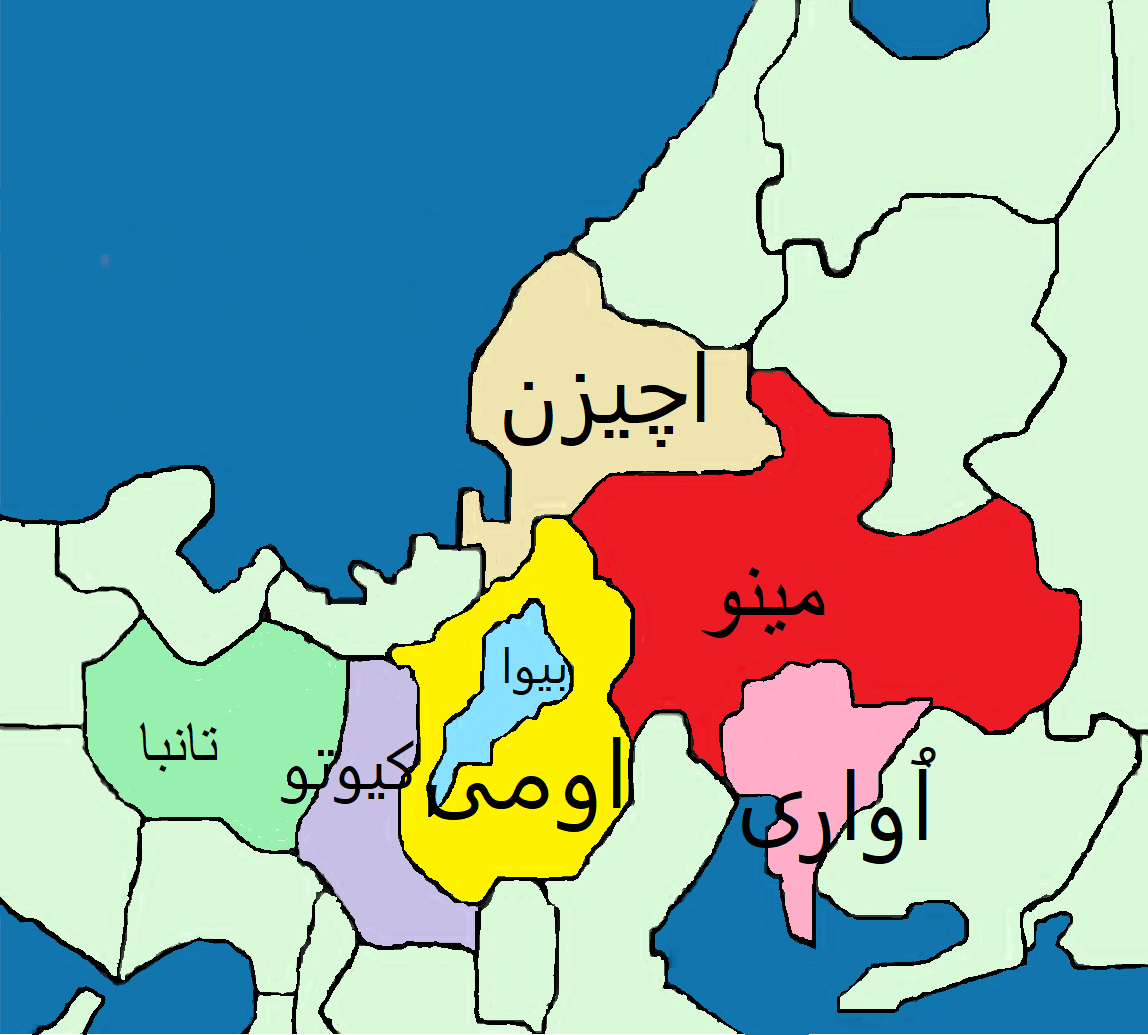
در این نقشه متعلق به سال ۱۵۴۸، ولایت اُواری با رنگ صورتی و ولایت مینو (منطقه متعلق به خاندان سایتو) با رنگ قرمز نشان داده شده‌است. در این سال یک قرارداد سیاسی بین دو خاندان اودا و سایتو بسته شد.

### تصرف ولایت مینو
در ۱۵۵۶ سایتو دوسان، پدرزن نوبوناگا، در نبرد ناگارا-گاوا در مقابل پسرش سایتو یوشیتاتسو قرار گرفت و در این جنگ کشته شد. سایتو دوسان قبل از مرگ، دامادش نوبوناگا را وارث خود قرار داد. در ۱۵۶۱ سایتو یوشیتاتسو (رهبر خاندان سایتو و برادرزن نوبوناگا) درگذشت و پسرش سایتو تاتسواوکی جانشین وی شد. نوبوناگا گرفتن انتقام قتل پدرزنش از نوه و وارثِ قاتل او را بهانه قرار داد و به ولایت مینو حمله کرد. در ۱۵۶۷ نیروهای نوبوناگا به هدف نابودی سایتو تاتسواوکی به محاصرهٔ قلعهٔ اینابایاما و محل اقامت تاتسواوکی دست زدند.
هیده‌یوشی به عنوان یک مذاکره‌کننده بسیار موفق بود. در سال ۱۵۶۴، وی موفق شد عمدتاً با رشوه، تعدادی از جنگ‌سالاران مینو و صاحبان دژهای اطراف قلعه اینابایاما را متقاعد کند تا به خاندان سایتو پشت کنند. از جمله اقدامات او این بود که به استراتژیست خاندان سایتو، تاکه‌ناکا شیگه‌هارو، نزدیک شد و وی را متقاعد کرد که به نوبوناگا ملحق شوند. در سال ۱۵۶۶ به هیده‌یوشی دستور داده شد تا قلعه‌ای را در نزدیکی قلعه اینابایاما بسازد. هیده‌یوشی از قسمت‌های از پیش ساختهٔ چوبی برای ساختن قلعه استفاده می‌کرد و آن را از طریق رودخانه به محل ساخت قلعه سونوماتا می‌رساند. کار ساخت آن قدر سریع تمام شد که این تصور را ایجاد کرد که یک شبه انجام شده‌است. داستان ساخته شدن یک شبه قلعه سونوماتا در اهون تایکوکی ذکر شده و احتمال صحت تاریخی آن ضعیف است. پیروزی آسان نوبوناگا در محاصره قلعه اینابایاما در سال ۱۵۶۷ بیش از همه در اثر تلاش‌های هیده‌یوشی بود. وی با وجود منشأ دهقانی خود، به یکی از برجسته‌ترین ژنرال‌های نوبوناگا تبدیل شد.

### نابودی خاندان آزای و آساکورا

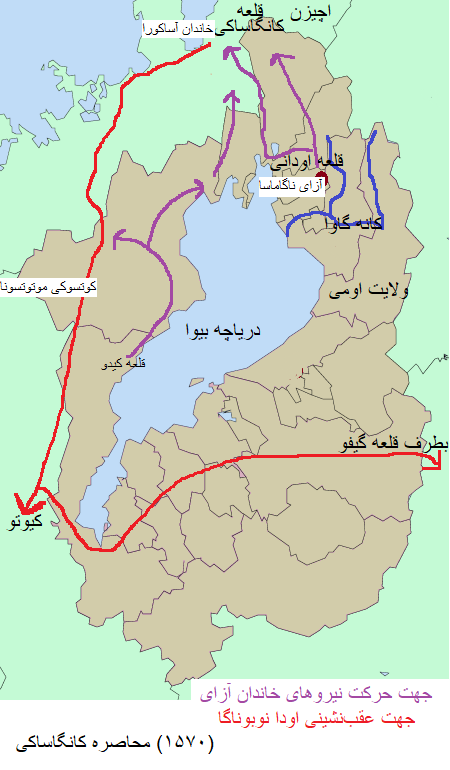
نقشه عقب‌نشینی اودا نوبوناگا در محاصره کانگاساکی (۱۵۷۰)

در ۱۵۶۸ میلادی، نوبوناگا پایتخت را تسخیر کرد. در آوریل ۱۵۷۰ نوبوناگا از تمامی دایمیوهای اطراف پایتخت درخواست کرد که به منظور ادای احترام به امپراتور و شوگون در پایتخت حضور یابند. در واقع نوبوناگا به این بهانه می‌خواست دریابد که چه کسانی از امر وی سرپیچی می‌کنند و بدین وسیله دوست را از دشمن تفکیک دهد. تنها کسی که به دعوت وی پاسخ نداد آساکورا یوشی‌کاگه دایمیوی ولایت اچیزن بود. خاندان آساکورا همواره با خاندان آشیکاگا روابط دوستانه‌ای داشتند و شوگون قبل از اینکه از نوبوناگا درخواست لشکرکشی به پایتخت کند، از آساکورا یوشی‌کاگه درخواست کمک کرده بود، اما یوشی‌کاگه به علت درگیری در جنگ‌های داخلی فرصت یاری رساندن به شوگون را نداشت. نوبوناگا نگران بود که یوشی‌کاگه با شوگون جدید متحد شده و علیه وی اقدام کنند؛ به همین دلیل به‌سرعت حمله به قلمرو خاندان آساکورا در ولایت اچیزن را آغاز کرد. در این حمله سپاه توکوگاوا ایه‌یاسو نیز با سپاه وی همراه بود. اودا توانست در روز ۳۰ مه، یکی از قلعه‌های مهم خاندان آساکورا، قلعه کانگاساکی را تصرف کند.
مسیری که او انتخاب کرده بود از قلمروی خاندان آزای، ولایت اومی می‌گذشت. سپس نوبوناگا به قصد تصرف قلعهٔ اصلی این خاندان، قلعهٔ ایچیجودانی، سپاهش را به حرکت درآورد. نوبوناگا خواهرش اوایچی را به عقد آزای ناگاماسا (دایمیوی ولایت اومی) درآورده و با این ولایت روابط سیاسی برقرار کرده بود. از طرف دیگر خاندان آزای با خاندان آساکورا از قدیم روابط گرمی داشتند و هم‌پیمان بودند. در حین حرکت به اطلاع نوبوناگا رساندند که آزای ناگاماسا به وی خیانت کرده و به یاری خاندان آساکورا شتافته و سپاهش را به قصد حمله به نوبوناگا به حرکت درآورده است. بدین صورت نوبوناگا از طرف غرب و شرق و جنوب مورد محاصره قرار گرفت (در سمت شمال وی دریا بود). در این هنگام نوبوناگا که نگران شکست و عواقب آن از جمله سقوط پایتخت به دست سپاه مشترک آزای–آساکورا بود، دست به اقدام عجیبی زد. او به همراه چند سپاهی دیگر از منطقه به‌طور پنهانی عقب‌نشینی کرد و هیده‌یوشی و متحدش توکوگاوا ایه‌یاسو را در منطقه باقی گذاشت. پس از آن خود را به پایتخت رسانده و به تجدید قوا و جمع‌آوری سپاه پرداخت. در کتاب تاریخی نوبوناگا کوکی، ذکر شده که نوبوناگا، هیده‌یوشی را به عنوان جانشین خود و رهبری سپاه در قلعه کانگاساکی قرار داده‌است اما در بقیه منابع تاریخی نام آکچی میتسوهیده و ایکدا کاتسوماسا نیز به عنوان فرمانده به چشم می‌خورد. در نهایت هیده‌یوشی توانست با تلفاتی کم باقیماندهٔ سپاه را از منطقه مورد محاصره خارج کند.
در ۳۰ ژوئیه ۱۵۷۰، نوبوناگا با سپاهی که تدارک دیده بود، دوباره به ولایت اومی بازگشت. همراه با سپاه متحد توکوگاوا ایه‌یاسو، توانست در نبرد آنه‌گاوا، سپاه متحد خاندان آزای و آساکورا را شکست دهد. آزای ناگاماسا پس از شکست در نبرد به قلعه اودانی گریخت و در این قلعه پناه گرفت. در ژوئیه ۱۵۷۳ هیده‌یوشی در محاصره اودانی شرکت داشت. این محاصره به شکست ناگاماسا شوهر خواهر نوبوناگا و هاراکیری وی منجر شد اما سه فرزند دختر او (یودو دونو، اوهاتسو، اوایو) به همراه همسرش اوایچی در پناه نوبوناگا قرار گرفتند. نوبوناگا پس از این پیروزی، هیده‌یوشی را به عنوان دایمیو در سه ناحیه در بخش شمالی ولایت اومی منصوب کرد. در ابتدا، هیده‌یوشی در مقر قبلی خاندان آزای در قلعه اودانی مستقر شد اما بعد قلعه ناگاهاما را در کنار دریاچه بیوا ساخت و سال بعد به آنجا نقل مکان کرد. سپس هیده‌یوشی نام خود را از کینوشیتا هیده‌یوشی به هاشیبا هیده‌یوشی (羽 柴 秀吉) تغییر داد. نام خانوادگی جدید شامل دو کانجی بود که هر یک از آن یک قسمت از نام خانوادگی دو ملازم پرقدرت نوبوناگا یعنی، نیوا ناگاهیده (丹羽 長秀) و شیباتا کاتسوایه (柴田 勝家) اقتباس شده بود.

### نابودی خاندان تاکدا
در سال ۱۵۶۲ و دو سال بعد از نبرد اوکه‌هازاما، ایه‌یاسو و نوبوناگا قرارداد وحدتی به نام «اتحاد کیوسو» امضا کردند. در سال ۱۵۶۸، آشی‌کاگا یوشی‌آکی برادر شوگون سیزدهم آشی‌کاگا یوشی‌ترو (زمان حکمرانی ۱۵۶۵–۱۵۴۶) نزد نوبوناگا رفت و درخواست کرد که به کیوتو لشکرکشی کند. یوشی‌آکی با کمک نوبوناگا قصد داشت که انتقام خون برادرش را از قاتلان او و همچنین جانشین او شوگون چهاردهم بگیرد. نوبوناگا توافق کرد که یوشی‌آکی را به عنوان شوگون جدید منصوب کند و قصد او این بود که از این فرصت برای ورود به پایتخت آن زمان، کیوتو، استفاده کند. او پس از ورود به کیوتو، یوشی‌آکی را به عنوان شوگون پانزدهم بر مقام شوگونی نشاند اما بعد از مدتی دریافت که یوشی‌آکی قصد برانداختن او را دارد. مرگ تاکدا شینگن (۱۳ مه ۱۵۷۳) برای نوبوناگا فرصت خوبی بود، چرا که او پس از آن توانست بر روی شکست آشی‌کاگا یوشی‌آکی تمرکز کند، که آشکارا خصومت خود را اعلام کرده بود. در سال ۱۵۷۳ نوبوناگا قادر به شکست‌دادن نیروهای یوشی‌آکی شد و او را از کیوتو تبعید کرد. بدین ترتیب او بعد از حدود ۲۴۰ سال به حکمرانی شوگون‌سالاری آشی‌کاگا پایان داد.
پس از مرگ تاکدا شینگن در ۱۳ مه ۱۵۷۳، پسرش تاکدا کاتسویوری وارث و رهبر خاندان تاکدا شد. در سال ۱۵۷۵ کاتسویوری با حدود ۱۵٬۰۰۰ سرباز، قلعه ناگاشینو متعلق به خاندان توکوگاوا در ولایت میکاوا را محاصره کرد. با اتمام مواد غذایی در داخل قلعه ایه‌یاسو بالاخره از اودا نوبوناگا تقاضای کمک کرد. نوبوناگا در دشت نزدیک به قلعه ناگاشینو تعداد زیادی حصار با چوب درست کرد. سپس سربازان او به سربازان کاتسویوری که قلعه را در محاصره داشتند، حمله کردند و به سوی دشت گریختند و در پشت حصارها جای گرفتند و وقتی سربازان کاتسویوری که به تعقیب آن‌ها برآمده بودند به محل رسیدند، تیراندازی با تفنگ را آغاز کرده و تلفات بسیار سنگینی به سپاه کاتسویوری وارد کردند. هیده‌یوشی در نبرد ناگاشینو شرکت داشت. پس از این نبرد بسیاری از فرماندهان سپاه تاکدا کشته شدند و رهبر خاندان کاتسویوری نیز دست به خودکشی زد.

### سرپیچی از نبرد با کنشین

نبرد تدوریگاوا

از ۱۵۷۲ تا ۱۵۷۶ خاندان اوئه‌سوگی و خاندان اودا در مقابل خاندان تاکدا و خاندان هوجوی اخیر با یکدیگر ائتلاف داشتند. در ۱۵۷۶ آشیکاگا یوشی‌آکی به دشمن نوبوناگا، خاندان موری، محلق شد و اوئه‌سوگی کنشین نیز به دشمن دیگر نوبوناگا از فرقهٔ هونگانجی، پیوست و به این ترتیب به حلقه دشمنان نوبوناگا وارد شد. پس از مرگ تاکدا شینگن، دشمن دیرینهٔ اوئه‌سوگی کنشین، وی فرصتی یافت تا قلمرو خود را در شمال غربی ژاپن گسترش دهد. کنشین در سال ۱۵۷۶ درست بعد از فتح ولایت همسایه، ولایت اتچو، به ولایت نوتو حمله کرد.
اودا نوبوناگا که تا این زمان از درگیری با کنشین پرهیز داشت پس از تصرف ولایت اتچو برای حفظ ولایت نوتو و ولایت کاگا چاره‌ای جز جنگ با کنشین نیافت. نوبوناگا رهبری قوای مشترک را به شیباتا کاتسوایه واگذار کرد و او را به سمت ولایت کاگا فرستاد. فرماندهی یک گروه را نیز هیده‌یوشی برعهده داشت و قرار بود پس از پیوستن به کاتسوایه، تحت فرمان او با کنشین نبرد کند. در طی این حمله بر اثر اختلاف و جدال لفظی‌ای که مابین شیباتا کاتسوایه و هیده‌یوشی در مورد نحوهٔ عملیات جنگی رخ داد، هیده‌یوشی خودسرانه از ادامهٔ همراهی با سپاه اودا دست کشید و همراه با سربازانش به محل زندگی خود در قلعهٔ ناگاهاما بازگشت. سپاه نوبوناگا و کنشین در نوامبر ۱۵۷۷ در نبرد تدوریگاوا مقابل یکدیگر قرار گرفتند. این نبرد با پیروزی قاطع کنشین پایان یافت. اقدام خودسرانه و بازگشت بدون اجازه هیده‌یوشی موجب خشم شدید نوبوناگا شد. در همین هنگام که هیده‌یوشی تقاضای بخشش از نوبوناگا را داشت، شورش ماتسوناگا هیساهیده — که قبلاً به تبعیت نوبوناگا درآمده بود — رخ داد. نوبوناگا، هیده‌یوشی را جهت سرکوب این شورش فرستاد. این شورش با خودکشی ماتسوناگا هیساهیده پایان یافت.

### حمله به چوگوکو
نوبوناگا در سال ۱۵۷۷، هیده‌یوشی را به جنوب ژاپن فرستاد تا منطقهٔ چوگوکو را که تحت سلطهٔ خاندان موری بود، فتح کند. هیده‌یوشی سپس در نخستین محاصرهٔ قلعهٔ کوزوکی (۱۵۷۷)، محاصرهٔ میکی (۱۵۷۸)، محاصرهٔ ایتامی (۱۵۷۹)، محاصرهٔ توتوری (۱۵۸۱) و نبرد قلعهٔ تاکاماتسو (۱۵۸۲) شرکت کرد.

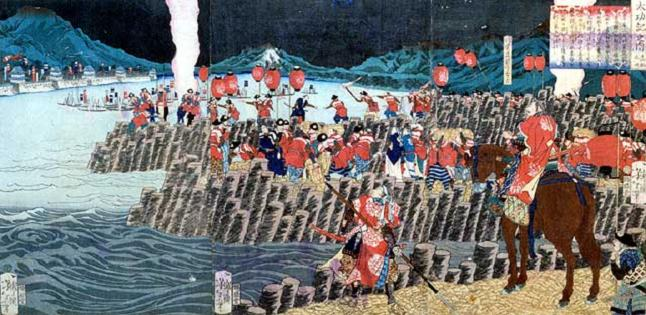
تصویری از نبرد قلعه تاکاماتسو

در آخرین نبرد چوگوکو، هیده‌یوشی قلعه تاکاماتسو واقع در ولایت بیچو را که توسط خاندان موری کنترل می‌شد، محاصره کرد. هیده‌یوشی جریان رودخانه‌های اطراف را با ساختن سدها و آب گذرهایی ساخت منحرف کرد و قلعه را در آب غرق کرد. وی همچنین برج و باروهایی در اطراف قلعه تاکاماتسو ساخت تا افراد مسلح بر آن مستقر شوند و جاری شدن آب مانع از کار سربازان مسلحش نشود. هر چه نبرد شدیدتر می‌شد قلعه نیروی کمکی بیشتری از طرف رهبر خاندان موری موری تروموتو به قلعه می‌رسید. تا نیروهایی خاندان موری به شش برابر نیروهای هیده‌یوشی افزایش یافت. هیده‌یوشی از اودا نوبوناگا درخواست کمک کرد. در نتیجه نوبوناگا شش نفر از فرماندهان خود را بسیج کرد و قصد داشت ارتش را خود رهبری کند. نوبوناگا تصمیم گرفت ابتدا آکچی میتسوهیده را به همراه ۱۳ هزار سپاهی به منطقه بفرستد و سپس خود نیز به آن‌ها ملحق شود.

### صلح با خاندان موری
اودا نوبوناگا قبل از عزیمت بطرف چوگوکو با تعداد اندکی از همراهان برای استراحت در معبد هوننو در کیوتو توقف کردند. نیمه‌شب ۲۱ ژوئن ۱۵۸۲ اودا نوبوناگا توسط آکچی میتسوهیده در (حادثهٔ معبد هوننو) به قتل رسید. در این زمان هیده‌یوشی قلعهٔ تاکاماتسو متعلق به خاندان موری را تحت محاصره داشت. در شب ۲۲ ژوئن یک روز پس از مرگ نوبوناگا در حادثهٔ معبد هوننو، هیده‌یوشی توانست قاصد آکچی میتسوهیده را دستگیر کند. این قاصد به منظور دادن خبر مرگ نوبوناگا و جلب حمایت خاندان موری فرستاده شده بود. هیده‌یوشی تصمیم گرفت هر چه زودتر برای مجازات و مقابله با آکچی میتسوهیده به این محاصره خاتمه بدهد. وی با مخفی نگه داشتن خبر مرگ نوبوناگا از خاندان موری توانست با خاندان موری صلح کند و به این ترتیب به نبرد قلعهٔ تاکاماتسو پایان داد.

## جنگ بر سر جانشینی نوبوناگا

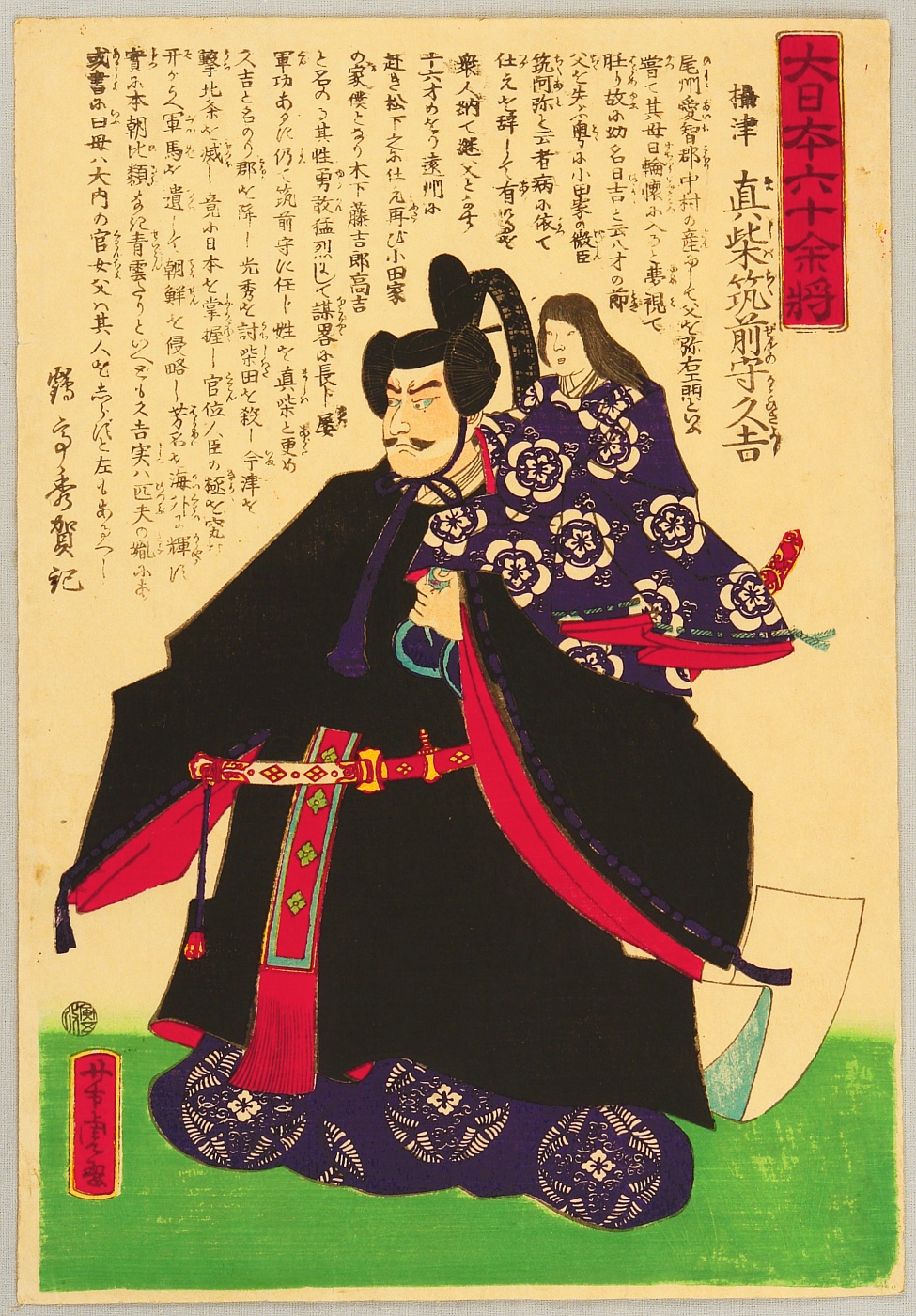
در گردهمایی کیوسو، هیده‌یوشی نوه اودا نوبوناگا را بر دوش گرفته و وی را جانشین پدربزرگش اعلام می‌کند.

هیده‌یوشی پس از صلح با خاندان موری به همراه سپاه ۴۰ هزار نفری‌اش به‌سرعت از قلعه تاکاماتسو در ولایت بیچو جهت برانداختن آکچی میتسوهیده عازم کیوتو شد و توانست مسافت ۲۰۰ کیلومتر را تنها ظرف ۱۰ روز طی کند. وی توانست میتسوهیده را در نبرد یامازاکی شکست دهد و به قتل رساند. سرعت عمل هیده‌یوشی به‌قدری بود که تمام این عملیات تنها دوازده روز پس از مرگ نوبوناگا انجام شد و در نتیجه هیده‌یوشی توانست با انتقام‌گیری سریع، خود را به عنوان جانشین نوبوناگا مطرح کند.
پس از مرگ اودا نوبوناگا یک گردهمایی در روز ۱۶ اوت ۱۵۸۲ در قلعه کیوسو برای تعیین جانشینی او برگزار شد. پسر دوم نوبوناگا، اودا نوبوکاتسو (۱۵۵۸ – ۱۶۳۰) و پسر سومش اودا نوبوتاکا (۱۵۵۸–۱۵۸۳) دو نامزد اصلی برای جانشینی پدرشان بودند اما هیده‌یوشی اصرار داشت چون اودا نوبوتادا پسر ارشد نوبوناگا در حادثهٔ معبد هوننو جانش را از دست داده، پسر ارشد نوبوتادا که در آن زمان سه ساله بود و اودا هیده‌نوبو (۱۶۰۵–۱۵۸۰) نام داشت، باید جانشین پدربزرگش شود. در نهایت تصمیم بر این شد که نوهٔ نوبوناگا به عنوان جانشین و رهبر خاندان اودا انتخاب شود و دو عموی وی وظیفه نظارت بر وی را تا رسیدن به سن بلوغ برعهده داشته باشند.
در ۱۵۸۳ جنگی بر سر تعیین فرمانروایی ژاپن بین هیده‌یوشی و شیباتا کاتسوایه، قدرتمندترین ژنرال نوبوناگا که ۴ ماه بعد از مرگ وی با خواهر کوچکترش اوایچی ازدواج کرده بود، درگرفت. کاتسوایه از اودا نوبوتاکا (۱۵۸۳–۱۵۵۸) سومین پسر اودا نوبوناگا برای جانشینی پدرش پشتیبانی می‌کرد. نیروهای کاتسوایه در نبرد شیزوگاتاکه شکست خوردند و وی مجبور به عقب‌نشینی به قلعه کیتانوشو شد. وقتی ارتش هیده‌یوشی این قلعه را محاصره کرد، کاتسوایه قلعه را به آتش کشید. کاتسوایه و همسرش اوایچی دست به هاراکیری زدند. با این حال، اوایچی قبل از درگذشتش، سه فرزند دخترش، یودو دونو، اوایو و اوهاتسو را تحت مراقبت و محافظت هیده‌یوشی درآورد. ایه‌یاسو طرف هیچ‌یک از طرفین درگیر را نگرفت. پسر سوم نوبوناگا توسط برادر بزرگترش و هیده‌یوشی مجبور به هاراکیری شد. هیده‌یوشی با این پیروزی عملاً به جانشین نوبوناگا و قدرتمندترین دایمیوی ژاپن مبدل شد.

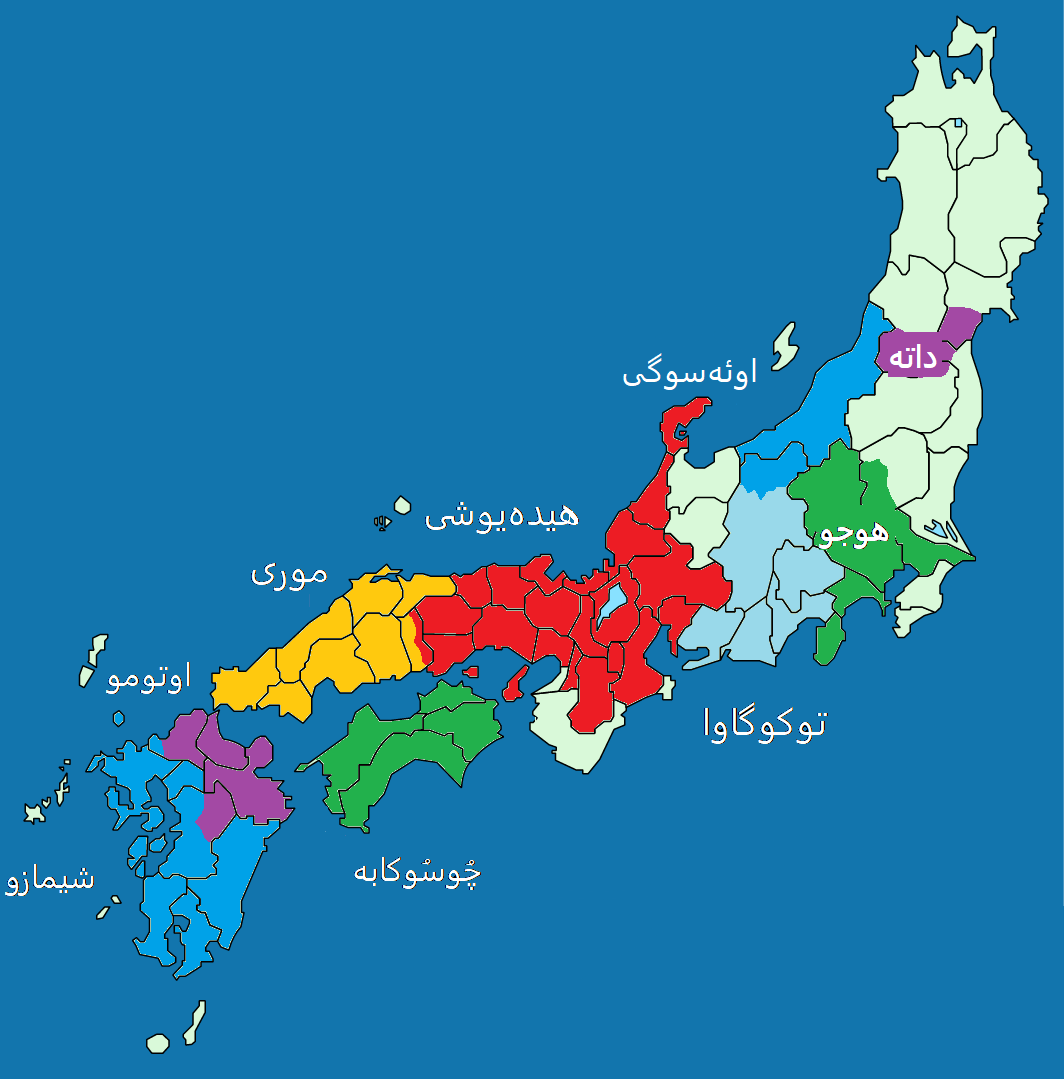
تا سال ۱۵۸۰، اودا نوبوناگا در بیش از ۳۱ استان از ۶۶ استان ژاپن قدرت داشت. پس از جنگ هیده‌یوشی با ایه‌یاسو، ۳۷ استان ژاپن تحت تسلط هیده‌یوشی قرار گرفتند. نقشه ژاپن در سال ۱۵۸۴ (نبرد کوماکی و ناگاکوته) بنفش (شمال شرقی): داته هارومونه آبی: اوئه‌سوگی کاگه‌کاتسو قرمز: تویوتومی هیده‌یوشی فیروزه‌ای: توکوگاوا ایه‌یاسو (شامل پنج ولایت کای، شینانو، میکاوا، توتومی و سوروگا) زرد: موری تروموتو سبز (شرق): هوجو اوجیماسا سبز (غرب): چُوسُوکابه مُوتُوچیکا آبی (جنوب): شیمازو تاکاهیسا

### نبرد کوماکی و ناگاکوته
در بهار ۱۵۸۴ اودا نوبوکاتسو، پسر دوم اودا نوبوناگا، از ایه‌یاسو درخواست کرد که در برابر هیده‌یوشی از او حمایت کند. این اقدامی خطرناک بود که می‌توانست به نابودی خاندان توکوگاوا بینجامد. نیروهای توکوگاوا به سمت قلعهٔ اجدادی خاندان اودا در اُواری حرکت کردند. هیده‌یوشی نیز با فرستادن ارتشی به آنجا، به این حمله پاسخ داد. نبرد کوماکی و ناگاکوته تنها نبرد بین دو متحدکنندهٔ بزرگ ژاپن یعنی ایه‌یاسو و هیده‌یوشی است. این لشکرکشی چندین ماه بدون نتیجه‌ای قطعی ادامه داشت تا اینکه هیده‌یوشی درصدد مذاکره با ایه‌یاسو برآمد. هیده‌یوشی در ابتدا توانست اودا نوبوکاتسو را که برخلاف پدرش مردی سست اراده بود، متقاعد به صلح و سازش کند. سپس به ایه‌یاسو پیشنهاد آتش‌بس داد. ایه‌یاسو که بهانهٔ خود را برای ادامهٔ نبرد از دست داده بود، پیشنهاد صلح را پذیرفت. اوگی مارو (یوکی هیده‌یاسو)، پسر دوم ایه‌یاسو، به عنوان قسمتی از قرارداد به فرزندخواندگی هیده‌یوشی درآمد.
در دوره جنگ‌های داخلی، مواردی وجود دارد که قلعه پس از جنگ به عنوان شرایط صلح تخریب می‌شدند که به آن شیروواری گفته می‌شود. در نبرد کوماکی و ناگاکوته اگرچه گاهی پیروزی ایه‌یاسو در نبردهای محلی دیده می‌شد، اما بیشتر نبردها، نبردهای استقامتی بود که در استان‌های فعلی، استان آیچی و استان میه رخ داد و ده‌ها قلعه به عنوان اردوگاه ساخته و بازسازی شدند. برخی از این قلعه‌ها پس از برقراری صلح از هر دو طرف هدف شیروواری قرار گرفتند. این عمل تخریب جهت ثبات و نمادی از صلح بود.

## آغاز قدرت‌گیری (۱۵۸۲–۱۵۸۵)

### ساخت قلعه اوساکا

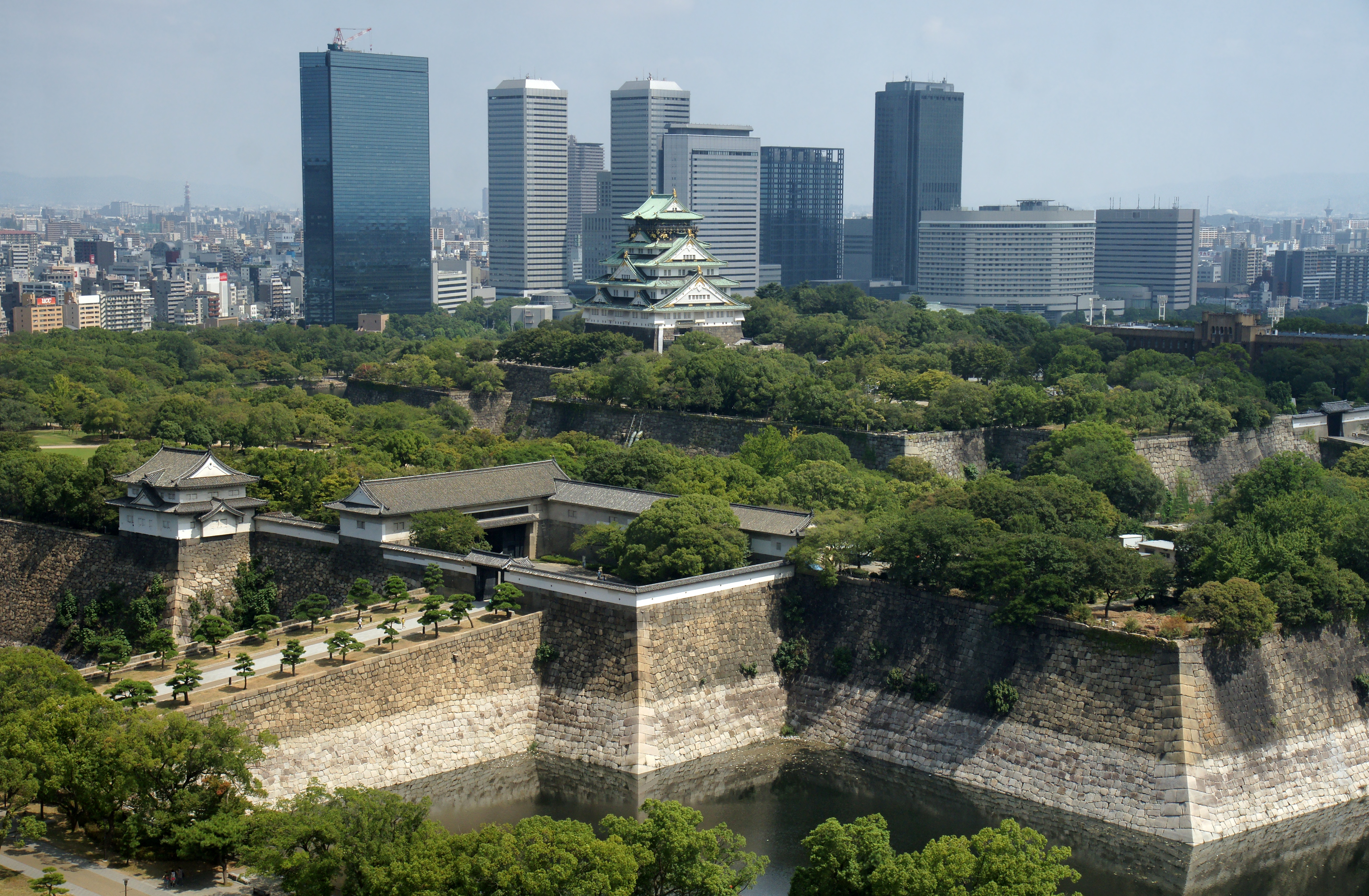
نمایی از قلعهٔ بازسازی شدهٔ اوساکا و دورنمای شهر اوساکا در ژاپن. این قلعه نقش مهمی در یک‌پارچگی ژاپن در دوره آزوچی–مومویاما ایفا نمود. این قلعه به نمادی از ظهور مجدد اوساکا به عنوان یک شهر بزرگ پس از ویرانی آن در جنگ جهانی دوم تبدیل شده‌است.

در سال ۱۵۸۳، هیده‌یوشی ساخت قلعهٔ اوساکا را در محل معبد ایشی‌یاما هونگان که توسط نوبوناگا تخریب شده بود، آغاز کرد و این قلعه را محل سکونت خود قرار داد.

### رسیدن به بالاترین مقام کشوری
هیده‌یوشی برخلاف میناموتو نو یوریتومو (نخستین شوگون و بنیان‌گذار شوگون‌سالاری کاماکورا)، آشیکاگا تاکائوجی (بنیان‌گذار شگون‌سالاری آشی‌کاگا) و توکوگاوا ایه‌یاسو (بنیان‌گذار شگون‌سالاری توکوگاوا) به یک شوگون تبدیل نشد. در حقیقت، وی نیز قصد داشت یک شوگون شود. با این حال، شوگونی شغلی است که از نظر تاریخی به یکی از اعضای خاندان گنجی اختصاص داده شده‌است و این نظریه وجود دارد که حتی اگر او می‌خواست این کار را انجام دهد، نمی‌توانست خود را به خاندان گنجی نسبت دهد. هایاشی رازان، یک محقق تاریخی در دوره ادو، در زندگی‌نامهٔ هیده‌یوشی نوشته‌است: هیده‌یوشی سعی کرد که فرزندخواندهٔ آخرین شوگون از شگون‌سالاری آشی‌کاگا، آشیکاگا یوشی‌آکی شود اما یوشی‌آکی درخواست وی را رد کرد.
در سال ۱۵۸۵ هیده‌یوشی توانست مقام کانپاکو را کسب کند. کانپاکو به مقامی گفته می‌شد که به‌جای امپراتور ژاپن، سیاست را در ژاپن اداره می‌کرد. کانپاکو بالاترین مقام در دولت به‌شمار می‌رفت و از لحاظ نظری یک نوع مشاور ارشد برای امپراتور بود. هیده‌یوشی به جهت رسیدن به مقام کانپاکو که در انحصار اشراف درباری بود، ابتدا به فرزندخواندگی کونوئه ساکی‌هیسا از خاندان فوجیوارا درآمد و به نخستین کانپاکوی سامورایی تاریخ ژاپن، تبدیل شد. هیده‌یوشی تا سال ۱۵۹۱ این مقام را عهده‌دار بود. علاوه بر آن در سال ۱۵۸۶ نام خانوادگی تویوتومی از طرف امپراتور اوگیماچی به وی اهدا شد و به مقام دایجو-دایجین (صدرالاعظمی ژاپن) نیز رسید و تا هنگام مرگ این مقام را برعهده داشت.

### تابع کردن توکوگاوا ایه‌یاسو
هیده‌یوشی بدین ترتیب از لحاظ قدرت اجرایی در بالاترین مقام کشوری قرار گرفت. پس از آن موری تروموتو، دایمیوی ولایت آکی، و چوسوکابه موتوچیکا، دایمیوی ولایت توسا، مقاومت را بی‌فایده دیدند و اطاعت او را پذیرفتند و تنها سه دایمیوی پرقدرت هوجو اوجیماسا، داته ماسامونه و شیمازو یوشی‌هیسا مستقل باقی ماندند. از طرف دیگر هیده‌یوشی با مشکل دیگری نیز مواجه بود. ایه‌یاسو، که بعد از او دومین دایمیوی پرقدرت ژاپن بود، به دلایل امنیتی و سیاسی به دعوت او برای رفتن به مقر او در قلعه اوساکا و ادای سوگند وفاداری پاسخ مثبت نمی‌داد. هیده‌یوشی نیاز داشت تا اعتماد ایه‌یاسو را جلب کند. ایه‌یاسو بعد از کشتن همسر اصلی‌اش همچنان بدون داشتن همسر اصلی زندگی می‌کرد. این نکته توجه هیده‌یوشی را جلب کرد و او را واداشت دست به اقدام عجیبی بزند؛ هیده‌یوشی خواهر کوچکتر خود آساهی هیمه را مجبور کرد تا از شوهرش طلاق بگیرد و با فرستادن خواهرش به نزد ایه‌یاسو به او پیشنهاد داد تا با خواهرش ازدواج کند. ایه‌یاسو در این زمان ۴۵ سال داشت و یک سال از آساهی هیمه بزرگتر بود. از آنجایی که در صورت رد این پیشنهاد احتمال بروز درگیری نظامی با هیده‌یوشی می‌رفت، ایه‌یاسو به‌ناچار به خواستهٔ هیده‌یوشی عمل کرد و آساهی هیمه را به عنوان همسر اصلی خود پذیرفت ولی برخلاف انتظار هیده‌یوشی باز به دعوت او پاسخ مثبت نداد. هیده‌یوشی که تا رسیدن به هدف دست‌بردار نبود، این بار مادر خود را به عنوان گروگان نزد ایه‌یاسو فرستاد. ایه‌یاسو که از علاقهٔ بسیار او به مادرش خبر داشت، تصمیم گرفت به خواست هیده‌یوشی عمل کند. او به قلعهٔ اوساکا رفت و در ضیافتی که در آن بسیاری از دایمیوها شرکت داشتند، در مقابل هیده‌یوشی سر فرود آورده و ادای احترام و وفاداری کرد.

## اوج قدرت (۱۵۸۵–۱۵۹۲)

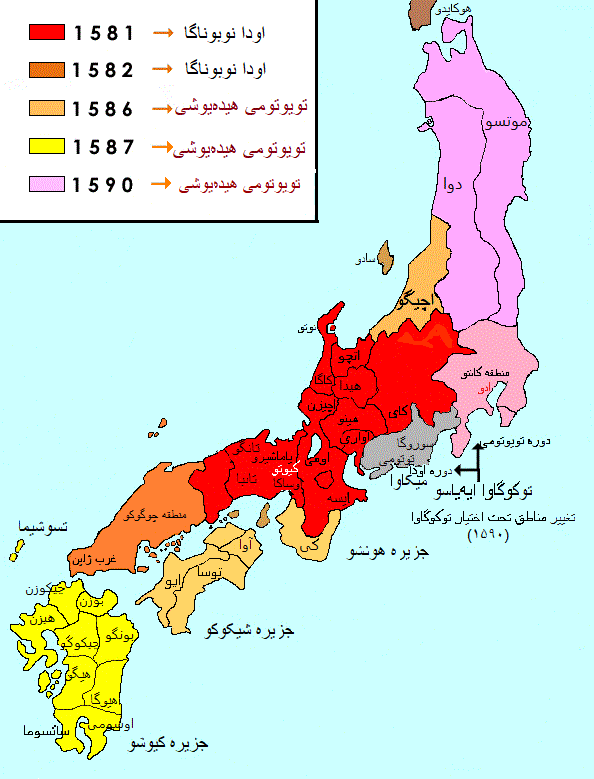
نقشه فتح ژاپن توسط نوبوناگا و هیده‌یوشی

### آغاز رژیم تویوتومی
هیده‌یوشی یکی از رژیم‌های سامورایی به نام رژیم تویوتومی را بنیانگذاری کرد. چندین نظریه برای زمان آغاز این رژیم وجود دارد، در یکی از این نظریه‌ها آغاز این رژیم، بعد از نبرد کوماکی و ناگاکوته و منصرف شدن پسر دوم اودا نوبوناگا از جانشینی پدر در سال ۱۵۸۵، در نظر گرفته شده‌است. در ماه فوریه سال ۱۵۸۸ آخرین شوگون، آشیکاگا یوشی‌آکی که در این زمان از عنوان شوگونی تنها اسم آن را یدک می‌کشید، به کیوتو بازگشت و از مقام شوگونی کناره‌گیری کرده، به یک راهب بودایی تبدیل شد. هیده‌یوشی در ولایت یاماشیرو (کیوتوی کنونی) ۱۰ هزار ککو به وی اهدا کرد و یوشی‌آکی به عنوان یک دایمیو از زندگی آسوده‌ای تا هنگام مرگ بهره‌مند شد.
مانند سایر رهبران نظامی قبل و بعد، هیده‌یوشی گرچه بر میدان نبرد تسلط داشت اما او همچنان از سلطنت مشروعیت می‌خواست. برای جلب لطف امپراتور که در واقع قدرت واقعی خودش را نداشت، برای مراسم دربار پول داد و کاخ امپراتور را در پایتخت کیوتو بازسازی کرد.

### فرمان‌ها
هیده‌یوشی در زمان حیات ارباب خود، اودا نوبوناگا هم‌نظر با وی، گسترش مسیحیت را مورد تأیید قرار داد. اما به‌تدریج متوجه شد که گسترش مسیحیت با شیوهٔ حکومت وی در تناقض است و این فکر در وی قدرت گرفت که مسیحیت به وحدت ملی ژاپن زیان وارد می‌کند.در ۲۴ ژوئیه ۱۵۸۷ فرمان اخراج میسیونرها از ژاپن توسط تویوتومی هیده‌یوشی صادر شد و به موجب این فرمان تبلیغ مسیحیت در ژاپن ممنوع و از میسیونرهای مسیحی خواسته شد که این کشور را ترک کنند.
هیده‌یوشی دستور نقشه‌برداری زمین‌های کشاورزی جهت نقشه‌برداری از مزارع برنج و زمین‌های کشاورزی همچنین بررسی میزان محصولات کشاورزی در تمام کشور را پس از شکست دادن آکچی میتسوهیده در سال ۱۵۸۲ صادر کرد. این دستور جهت تعیین میزان محصولات کشاورزی و برنج و تعیین ارزش زمین برای مقاصد مالیاتی انجام می‌شد و انجام آن تا هنگام مرگ هیده‌یوشی ادامه داشت.
در سال ۱۵۸۸ هیده‌یوشی فرمان شکار شمشیر را صادر کرد طبق این فرمان راهبان و کشاورزان و مردم عادی خلع سلاح شدند و اجازه حمل سلاح به سامورایی‌ها اختصاص داده شد. فرمان منع دزدی دریایی نیز در همین سال صادر شد. بر طبق این فرمان سه گزینه در پیش روی دزدان دریایی ژاپنی (واکو) گذاشته شد: نخست، تبدیل شدن به دایمیو در رژیم تویوتومی، دوم، تبدیل شدن به ملازمِ دایمیوهای تعیین شده و سوم خلع سلاح و تبدیل شدن به کشاورز. اجرا شدن این دستور باعث شد دزدان دریایی از تاریخ ژاپن محو شوند.
پس از اینکه هیده‌یوشی به اتحاد ژاپن دست یافت، سیستم پولی ژاپن سرانجام مستقر شد. هیده‌یوشی که سود معادن طلا و نقره را در سراسر کشور در اختیار داشت، شروع به اتحاد واحدهای پولی و ریختن سکه‌های طلا و نقره در سال ۱۵۸۷ کرد.
سیاست حمل و نقل هیده‌یوشی ادامه سیاست‌های ارباب وی نوبوناگا و بر اساس لغو موانع و به‌سازی جاده‌ها و پل‌ها و سرکوب راهزنان و دزدان دریایی بود.
هیده‌یوشی در ماه دهم سال ۱۵۸۵ خطاب به دایمیوهای کیوشو در جنوب ژاپن و ماه دوازدهم در سال ۱۵۸۷ خطاب به دایمیوهای کانتو و ولایت موتسو و دِوا در شمال ژاپن فرمان سوبوجی به معنی «فرمان همه در حالت صلح» را صادر کرد و به موجب این فرمان دایمیوها از انجام نبرد برای گسترش قلمرو و مقاصد شخصی خود منع شدند. این فرمان را هیده‌یوشی پس از رسیدن به مقام کانپاکو و به‌نام امپراتور گو-یوزی صادر کرد. بر اساس این فرمان تمام دایمیوها سراسر کشور موظف شدند که از هیده‌یوشی به عنوان بالاترین مقام اجرایی کشور تبعیت و اطاعت کنند. پس از این فرمان مجازات‌های سنگینی از قبیل اعدام تمامی اعضای خانواده یا مصادرهٔ اموال برای کسانی که از این فرمان سرکشی کرده بودند اعمال شد. سه خاندانی که از این فرمان سرپیچی کردند عبارت بودند از خاندان شیمازو، خاندان داته و خاندان هوجو

### جنگ‌های وحدت

#### حمله به خاندان شیمازو
منطقهٔ حکمرانی خاندان شیمازو در جنوب ژاپن بود و برای به تبعیت درآوردن آنها لشکرکشی کیوشو (۱۵۸۷–۱۵۸۶) توسط هیده‌یوشی انجام شد. هیده‌یوشی در ماه سپتامبر سال ۱۵۸۵ به دایمیوهای تمامی کشور اعلام کرد که کیوشو را فتح خواهد کرد. نزدیک به ۴۰ ولایت پس از دریافت دستور برای این حمله آماده شدند. در مارس ۱۵۸۷ (سال پانزدهم تنشو)، سرانجام هیده‌یوشی خود اوساکا را ترک کرد. گفته می‌شود که ارتش هیده‌یوشی که به کیوشو حمله کرد، از ۲۰۰۰۰۰ نفر و ۲۰٬۰۰۰ اسب جنگی تشکیل شده بود. پس از ورود به کیوشو، ارتش به دو قسمت یکی به رهبری هیده‌یوشی و دیگری به رهبری تویوتومی هیده‌ناگا (برادر ناتنی هیده‌یوشی) تقسیم شد. سرانجام خاندان شیمازو تسلیم شدند و این قسمت از ژاپن توسط هیده‌یوشی تصرف شد.

#### به تابعیت درآوردن خاندان داته
منطقهٔ حکمرانی خاندان داته در ولایت موتسو در شمال ژاپن بود. هر چند نافرمانی رهبر این خاندان به انجام لشکرکشی از طرف هیده‌یوشی منجر نشد. بدین ترتیب که داته ماسامونه رهبر خاندان داته طی محاصرهٔ اوداوارا (۱۵۹۰)، به اردوگاه هیده‌یوشی آمد و با او بیعت کرد.

#### نابودی خاندان هوجو
منطقهٔ حکمرانی خاندان هوجو در منطقهٔ کانتو بود و محاصرهٔ اوداوارا (۱۵۹۰) توسط هیده‌یوشی برای فتح این منطقه انجام شد. در ۱۵۹۰ هیده‌یوشی به آخرین دایمیوی مستقل ژاپن هوجو اوجیماسا حمله برد. خاندان هوجو بر هشت استان ژاپن که جملگی در شرق این کشور قرار داشتند حکمرانی می‌کرد. هیده‌یوشی به آن‌ها دستور داد تا قدرت او را به عنوان بزرگترین دایمیو بپذیرند و آن‌ها سرپیچی کردند. هیده‌یوشی به مواضع متعددی از خاندان هوجو حمله‌ور شد. ایه‌یاسو علی‌رغم دوست و متحد بودن با اوجیماسا با یک سپاه ۳۰٬۰۰۰ نفری به سپاه عظیم ۱۶۰٬۰۰۰ نفری هیده‌یوشی ملحق شد و با یکدیگر در محاصرهٔ اوداوارا شرکت کردند.

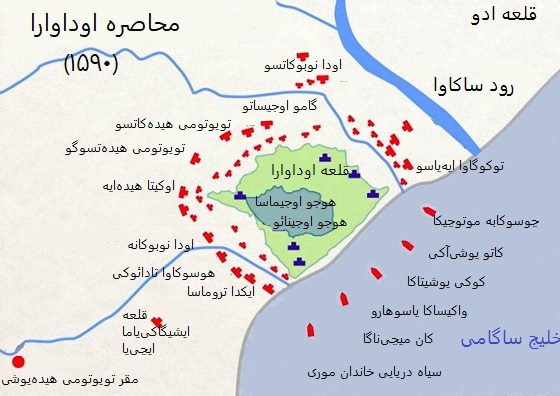
نقشه محاصره اوداوارا و محل استقرار فرماندهان نامدار

این محاصره از ماه مه آغاز شد و عمدتاً محدود به تیراندازی بود و بیشتر سربازان فقط باید مواظب این بودند که چه کسی از قلعه خارج می‌شود و این امر محاصره را به نبردی کسل کننده تبدیل کرد؛ بنابراین، با گذشت زمان، فرار کردن سربازان از اردوگاه هیده‌یوشی به علت خستگی رو به افزایش گذاشت. هیده‌یوشی می‌دانست که نباید از این وضعیت غافل شود و اقدام فوری به عمل آورد. او ابتدا به دایمیوها (اربابان فئودالی) گفت که همسرانشان را به منطقه محاصره فراخوانی کنند و او خود چاچا (همسر محبوبش) را فراخواند. هیده‌یوشی در طی محاصره ضیافت‌هایی ترتیب می‌داد، استاد مراسم چای سن نو ریکیو را به منطقه دعوت کرد تا با برپایی مراسم چای همراه با اجرای نمایش نو (تئاتر) موجب سرگرمی محاصره‌کنندگان شود. هیده‌یوشی همچنین برای سربازان سرگرمی‌هایی مانند رقص، موسیقی و ساکی (مشروب) ارائه می‌داد تا از کم شدن تعداد سربازان به دلیل خستگی جلوگیری کند. هیده‌یوشی بدین ترتیب سیستمی ساخت که حتی اگر این محاصره برای یک یا دو سال ادامه می‌یافت، اهمیتی برای او نداشت. به این ترتیب، سعی داشت امید خاندان هوجو را که اگر در قلعه باقی بماند و محاصره به طول بینجامد، روحیه ارتش هیده‌یوشی فرو خواهد ریخت و عقب‌نشینی خواهد کرد، را از بین ببرد.
بیشتر نیروهای هوجو در قلعه تحت محاصرهٔ اوداوارا بودند. ارتش هیده‌یوشی پس از شش ماه قلعه را تسخیر کرد و رهبران خاندان هوجو خودکشی کردند. هیده‌یوشی پس از پایان‌دادن به جنگ‌های وحدت جهت اطمینان از وفاداری دایمیوها ترتیبی را قرار داد که دایمیوها را مجبور می‌کرد همسران و وارثان (دایمیوها) خود را در قلعهٔ اوساکا یا در نزدیکی آن، به عنوان گروگان مسکن دهند.
پس از تصرف قلمروی خاندان هوجو، هیده‌یوشی به ایه‌یاسو پیشنهاد عجیبی داد. او ۶ ولایت خاندان هوجو شامل ولایت‌های کوزوکه، ایزو، ساگامی، موساشی، شیموسا و کازوسا را در برابر ۵ ولایت تحت کنترل ایه‌یاسو به او پیشنهاد کرد. هدف هیده‌یوشی از این پیشنهاد دور نگاه داشتن ایه‌یاسو از مناطق نزدیک به پایتخت و همچنین گماردن شخصی با قدرت برای جلوگیری از شورش مردم این ناحیه بود که هنوز بسیاری از آن‌ها به خاندان هوجو علاقه‌مند باقی مانده بودند. ایه‌یاسو این پیشنهاد را پذیرفت.

### مرگ سن نو ریکیو
سن نو ریکیو، یک ملازم قابل اعتماد و استاد مراسم چای ژاپنی در خدمت هیده‌یوشی و نوبوناگا بود. سن نو ریکیو تغییرات مهمی در زیبایی‌شناسی مراسم چای ایجاد کرد که تأثیر ماندگاری در بسیاری از جنبه‌های فرهنگ ژاپن داشته‌است. او سبکی از مراسم چای را ایجاد کرد که اربابان و مهمانان بدون توجه به طبقهٔ اجتماعی در محیطی آرامبخش می‌توانستند با احترام متقابل به گفتگو بنشینند. از آنجایی که وی اهمیت ویژه‌ای برای وابی سابی قائل بود، سبک مراسم چای وی وابی-چا خوانده می‌شود. ریکیو در سال ۱۵۶۹ به همراه دو تاجر دیگر چای از ساکای به خدمت نوبوناگا درآمد و مسئول مراسم چای او شد. پس از مرگ وی در سال ۱۵۸۲ و پیروزی هیده‌یوشی در نبرد یامازاکی به خدمت هیده‌یوشی درآمد. در سال ۱۵۸۷ وی مراسم بزرگ چای کیتانو را برگزار کرد که به عنوان یک رویداد تاریخی از آن یاد می‌شود. نقش ریکیو در رژیم تویوتومی تنها در زمینهٔ مراسم چای نبود. وی در هنگام مراسم چای با اشخاص بسیاری به گفتگو می‌نشست و رابط میان آنان و هیده‌یوشی بود. همچنین هیده‌یوشی در بسیاری از امور از سیاست تا امور خارجی با وی مشورت می‌کرد و نظرات وی را مورد توجه قرار می‌داد. در سال ۱۵۹۱ ناگهان ریکیو مورد خشم هیده‌یوشی قرار گرفت و دستور انجام هاراکیری در قصر جوراکودای به وی داده شد. وی در هنگام مرگ ۷۰ سال داشت. تاکنون مشخص نشده‌است که چه عاملی تا این حد خشم هیده‌یوشی را نسبت به ریکیو برانگیخته است و در این مورد نظریه‌های متفاوتی وجود دارد.

## کاهش قدرت (۱۵۹۸–۱۵۹۲)

### سیاست خارجی
در نیمهٔ دوم قرن شانزدهم در آسیای شرقی نظم بین‌المللی سنتی با محوریت چین و مبتنی بر سیستم باج‌گذاری چین و سیاست انزوای دریایی چین به دلیل کاهش قدرت دودمان مینگ در حال تغییر بود. هیده‌یوشی، که توانسته بود بر کل کشور حکومت کند، آرزو داشت یک نظم جدید بین‌المللی در شرق آسیا با محوریت ژاپن ایجاد کند. هیده‌یوشی از دفتر دولت پرتغال در گوا (جنوب غربی هندوستان کنونی)، دفتر دولت اسپانیا در مانیل و کشور تایوان خواست که سفیرانی جهت ابراز اطاعت و ادای احترام به ژاپن اعزام کنند که این خود جلوه‌ای از سیاست خارجی هیده‌یوشی را نشان می‌دهد.

### نخستین تهاجم هیده‌یوشی به کره

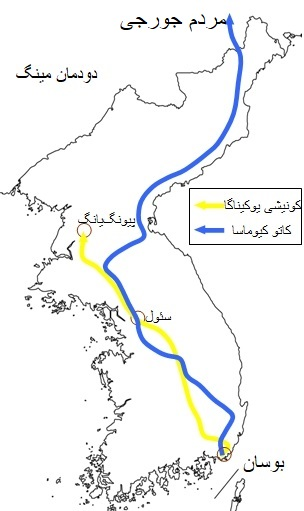
مسیر حرکت کونیشی یوکیناگا و کاتو کیوماسا در تهاجم ژاپن به کره در سال ۱۵۹۲ (میلادی)

در سال ۱۵۹۲ هیده‌یوشی به کره حمله برد تا پیش‌درآمدی برای هجوم به چین باشد. فرضیه‌های بسیاری در مورد علت حمله هیده‌یوشی به کره وجود دارد. گفته می‌شود که هیده‌یوشی برای تحقق رویاهای ارباب خود، اودا نوبوناگا برنامهٔ هجوم به چین را برنامه‌ریزی کرد. همچنین وی تلاش داشت تا با یک درگیری خارجی از شورش داخلی و شورش سامورایی‌هایی که بعد از پایان جنگ داخلی بیکار شده بودند، در ژاپن جلوگیری کند. درگیری خارجی می‌توانست دولت تازه شکل گرفتهٔ او را در برابر دشمن مشترک متحد نگه دارد و مانع از این شود که دایمیوها به علت جاه‌طلبی علیه حکومت هیده‌یوشی عمل کنند. کونوئه نوبوتادا که همزمان با این جنگ می‌زیست نوشته‌است که هیده‌یوشی تنها برادرش تویوتومی هیده‌ناگا و تنها فرزندش تویوتومی تسوروماتسو را در ماه اوت همان سال از دست داد و دچار افسردگی و غم شدیدی شد. پس از این دو حادثه غمبار وی دچار افراط‌گری شد و عزم خود را جزم کرد که با حمله به چین دوران بازنشستگی خود را در خاک این کشور بگذراند. از آنجایی که اعلام حمله به کره درست بعد از مرگ پسر هیده‌یوشی تویوتومی تسوروماتسو انجام شده بود، هایاشی رازان تاریخ‌نگار و فیلسوف ژاپنی، نوشته‌است که هیده‌یوشی برای فراموش‌کردن مرگ فرزند، خود را درگیر این جنگ کرد. همچنین جاه طلبی شخصی و خودشیفتگی هیده‌یوشی به عنوان دلایل حمله عنوان شده‌است. هیده‌یوشی که در پی جنگ‌های بسیاری ژاپن را تحت سلطهٔ خود درآورده بود، اکنون می‌خواست به هدف‌های بزرگتری دست پیدا کند، او نه تنها از تمایل خود به «حملهٔ سریع به کره» بلکه برای حمله به چین، و حتی فیلیپین و هند نیز صحبت کرده بود.
احتمالاً هیده‌یوشی بلافاصله پس از آنکه به منصب کانپاکو (صدراعظم) در سال ۱۵۸۵ منصوب شد طرح حمله به خارج از ژاپن را در نظر داشته‌است اما چند سال بعد وی به این تصمیم جامهٔ عمل پوشاند. در سال ۱۵۹۰ هیئتی از کشور کره با هیده‌یوشی دیدار کردند. هیده‌یوشی به آنان دستور داد که در نبرد علیه چین، ژاپن را راهنمایی کنند و خواست که این پیغام به شاه کره رسانده شود. از سال بعد هیده‌یوشی در ناگویا و کاراتسو ساخت قلعه را جهت ایجاد پایگاهی برای آغاز حمله آغاز کرد. سرانجام کونیشی یوکیناگا و سو یوشیتوشی پیغام هیده‌یوشی مبنی بر راهنمایی کره در نبرد با چین را به این صورت به کره‌ای‌ها رساندند که ژاپن قصد حمله به چین را دارد و خواستار این است که کره راه‌های عبور به چین را به ژاپن قرض دهد. این درخواست مورد قبول پادشاهی چوسان که بر کره حکومت می‌کرد، قرار نگرفت.
در مارس ۱۵۹۲، هیده‌یوشی حدود ۱۶۰٬۰۰۰ سرباز را در نه گروه سامان داد و آنها را به کره فرستاد. بدین ترتیب اولین حمله به کره آغاز شد و نیروهای کاتو کیوماسا و کورودا ناگاماسا توانستند در مدت کمی در تاریخ ۳ مه، پایتخت کره هانسونگ (نام قدیم سئول) را تسخیر کنند و پادشاه کره، سئونگ‌جونگ چوسان، از پایتخت فرار کرد. در این زمان فرماندهان نیروهای ژاپنی در تمامی خاک کره پخش شدند. به‌تدریج نیروهای مقاومت در مردم کره به شکل ارتش صالح ایجاد شد. از طرف دیگر نیروی دریایی کره به رهبری یی سون شین، در نبرد هانسان پیروزی ویرانگری بر نیروی دریایی هیده‌یوشی تحمیل کرد و مسیر رساندن مهمات و آذوقه را از راه دریا به سربازان ژاپنی قطع کرد. دودمان مینگ نیز نیروی کمکی را به کره اعزام کرد. در ژانویه ۱۵۹۳، ارتش مینگ شاخه‌ای از سپاه ژاپن به رهبری کونیشی یوکیناگا را در پیونگ یانگ شکست داد و به سمت جنوب به سمت هانسونگ حرکت کرد. از طرف دیگر، ارتش ژاپن ارتش مینگ را در نبرد بیوکجه‌گوان در منطقه‌ای که در شمال هانسونگ قرار داشت، شکست داد و فرصتی به دست آورد که بدون کره با دودمان مینگ صلح کند.

### قتل‌عام خاندان هیده‌تسوگو
در سال ۱۵۹۱ هیده‌یوشی اندکی پس از مرگ تنها فرزند خردسالش، پسرخواهر خود، تویوتومی هیده‌تسوگو، را به عنوان جانشین خود انتخاب کرد. هیده‌تسوگو رهبری خاندان هاشیبا و مقام کانپاکو را به‌جای او عهده‌دار شد. از سال ۱۵۹۲ هیده‌یوشی تایکو یا به‌طور رسمی‌تر تایکُو دِنکا یا تایکُو تِنگا به معنی کانپاکوی بازنشسته خوانده می‌شد. در سال ۱۵۹۳، دومین پسر هیده‌یوشی از همسر محبوب او یودو-دونو به نام تویوتومی هیده‌یوری به دنیا آمد. در سال ۱۵۹۵، هیده‌تسوگو که به عنوان رقیبی برای جانشینی هیده‌یوری درآمده بود، به توطئهٔ براندازی متهم شد و به دستور هیده‌یوشی مجبور به انجام هاراکیری شد. پس از آن هیده‌یوشی دستور داد تمامی اعضای خانواده او از جمله کودکان، زن اصلی و زنان غیراصلی و خدمهٔ زن خانوادهٔ او کشته شوند. بی‌رحمی و خشونت اجرای اعدام ۳۹ زن و کودک در ۵ سپتامبر ۱۵۹۵ به عنوان یکی از نقاط تاریک رژیم تویوتومی در تاریخ ژاپن باقی ماند. هیده‌یوشی با انجام این قتل‌عام از یک طرف زمینهٔ نابودی خاندان خود را فراهم کرد و از طرف دیگر خشم خاندان‌های دیگر را برانگیخت. از جمله زنانی که در ۵ سپتامبر اعدام شدند، دختر ۱۵ ساله موگامی یوشی‌آکی بود که به‌تازگی همسر غیراصلی هیده‌تسوگو شده بود. کشتن او باعث شد خاندان پرقدرت موگامی به مدافع سرسخت توکوگاوا ایه‌یاسو تبدیل شده و ۵ سال بعد در نبرد سکیگاهارا در برابر نیروهای وفادار تویوتومی بجنگند.

### ممنوعیت بردگی اتباع ژاپنی
پس از اولین تماس پرتغالی‌ها با ژاپن در سال ۱۵۴۳، تجارت برده در مقیاس وسیع توسط آن‌ها انجام می‌شد که در آن پرتغالی‌ها ژاپنی‌ها را به عنوان برده خریداری کرده و آن‌ها را در سراسر قرن شانزدهم و هفدهم در مکان‌های مختلف در خارج از کشور، از جمله پرتغال به فروش می‌رساندند.
هیده‌یوشی از اینکه مردم ژاپن در کیوشو به بردگی فروخته می‌شدند به خشم آمده و در ۲۴ ژوئیه ۱۵۸۷ نامه‌ای به مبلغ مسیحی گاسپار کوئلیو از اعضای انجمن عیسی نوشت و خواستار توقف خرید و فروش ژاپنی‌ها به عنوان برده توسط پرتغالی‌ها، سیامی‌ها و کامبوجیان شد وی همچنین بازگرداندن بردگان ژاپنی که پیش از این خریداری شده و به نواحی دورتر از هند فرستاده شده بودند، را خواستار شد.مورخان خاطرنشان کردند که در همان زمان که هیده‌یوشی خشم خود را از تجارت پرتغالی‌ها با بردگان ژاپنی ابراز می‌داشت، وی خود به تجارت انبوه بردگان اسرای جنگی کره‌ای در ژاپن مشغول بود.

### سیاست مذهبی
هیده‌یوشی سیاست کنترل نیروهای بودایی با زور را به مانند دوران نوبوناگا ادامه داد. از طرف دیگر، دستور ساخت یک مجسمه بزرگ بودا (دای بوتسو) را در کیوتو و بازسازی معبد هوننو را نیز صادر کرد. لوئیس فرویس در مورد شرایط پس از صدور فرمان اخراج مبلغان مسیحی از ژاپن (پس از ۱۵۸۷) نوشته‌است «هیده‌یوشی بیشتر از مبلغان مسیحی با راهبان بودایی بدرفتاری می‌کند.»
نظر هیده‌یوشی در ابتدا در مورد مسیحیان مثبت بود. به دلیل تخریب معابد و عبادتگاه‌های بوداییان توسط مسیحیان، تغییر مذهب به مسیحیت با توسل به زور و فروش ژاپنی‌ها به عنوان برده در خارج از کشور، هیده‌یوشی در سال ۱۵۸۷ فرمان اخراج مبلغان مسیحی از ژاپن را صادر کرد. این فرمان تنها منع مبلغان مسیحی از فعالیت بود. این فرمان در قالب «چشم‌پوشی» اجرا می‌شد، بدین ترتیب مبلغان قادر به ادامهٔ فعالیت خود را در ژاپن بودند و مسیحیان از ایمان مسیحی محروم نشده بودند و محدودیتی برای آنان وجود نداشت. همچنین هیده‌یوشی رابطهٔ بازرگانی با کشورهای مسیحی را از مسائل مذهبی جدا کرده و مورد تشویق قرار می‌داد. حادثهٔ کشتی سان فیلیپ در چنین شرایطی بود که رخ داد. در طی این حادثه یک کشتی اسپانیایی که گرفتار طوفان شده بود به ناچار جهت تعمیر کشتی در یکی از بندرها ژاپنی پهلو گرفت و سرنشینان کشتی توقیف شدند. ناوبر کشتی مورد پرس‌وجو قرار گرفت. گفته‌های ناوبر کشتی مبنی بر اینکه «اسپانیا ابتدا میسیونرهای مسیحی را به سراسر جهان اعزام می‌کند و کار تسخیر را با همکاری مبلغان پیش می‌برد. هنگامی که مسیحیت در محل پیشرفت کرد با همکاری مسیحیان محلی و نیروهای نظامی خود یک منطقه را به اسپانیا الحاق یا تابع می‌کند.» به هیده‌یوشی گزارش شد. پس از این گزارش هیده‌یوشی مقابلهٔ گسترده با مسیحیت را آغاز کرد.
بیست و شش کاتولیک، شامل ۲۰ نفر ژاپنی و ۶ نفر اتباع کشورهای دیگر، در ۵ فوریه ۱۵۹۷ در ناگازاکی به دستور هیده‌یوشی به چارمیخ کشیده شدند.

### دومین تهاجم هیده‌یوشی به کره
در طی مذاکرات صلح از طرف هیده‌یوشی در ناگویا به سفیر دودمان مینگ یک درخواست‌نامهٔ هفت ماده‌ای، از جمله واگذاری چهار ایالت در جنوب کره به ژاپن و احیای تجارت کانگو ابلاغ شد. از طرف دیگر کونیشی یوکیناگا که حدس می‌زد قبول چنین پیشنهادهایی توسط چین غیر عملی است، پیغامی دروغین از طرف هیده‌یوشی به دودمان مینگ فرستاد که در آن عنوان شده بود که ژاپن هیچ خواسته‌ای از چین ندارد و پس از صلح با کره به تابعیت دودمان مینگ درخواهد آمد. از سوی دیگر در ماه اوت از اوساکا خبر رسید که همسر هیده‌یوشی، یودو-دونو زایمان کرده و فرزند او پسر است. پس از این خبر هیده‌یوشی دیگر به چگونگی مذاکرات صلح توجه چندانی نشان نداد و در ۱۳ ماه اوت از قلعه ناگویا، برای دیدن نوزاد (تویوتومی هیده‌یوری)، به قلعهٔ اوساکا بازگشت.
در سال ۱۵۹۶ از طرف دودمان مینگ نامه‌ای به ژاپن ارسال شد که در آن ژاپن به عنوان یک کشور تابع مورد خطاب گرفته بود. لحن این نامه مورد خشم شدید هیده‌یوشی شد. هیده‌یوشی با عصبانیت که خواسته‌های وی کاملاً نادیده گرفته شده، در سال ۱۵۹۷ سربازان را به کره فرستاد، و حملهٔ دوم را آغاز کرد. هدف از حملهٔ دوم فتح نبود بلکه به دست آوردن تسلط بر چهار ایالت در جنوب کره بود. در طی حملهٔ دوم قتل‌عام مردم کره، بریدن بینی و فرستادن اسیران جنگی کره به اجبار به ژاپن، ظلم وحشتناکی به مردم کره وارد کرد. با این حال، مقاومت نیروهای مینگ و کره قوی بود و بیشتر سربازان ژاپنی که به کره حمله کردند، در خط ساحلی کره میخکوب شدند. در همین حال، با مرگ هیده‌یوشی در اوت ۱۵۹۸، ارتش ژاپن شروع به عقب‌نشینی از کره کرد و در نوامبر همان سال، جنگ هفت ساله پس از عقب‌نشینی کامل ژاپن پایان یافت.

### مرگ

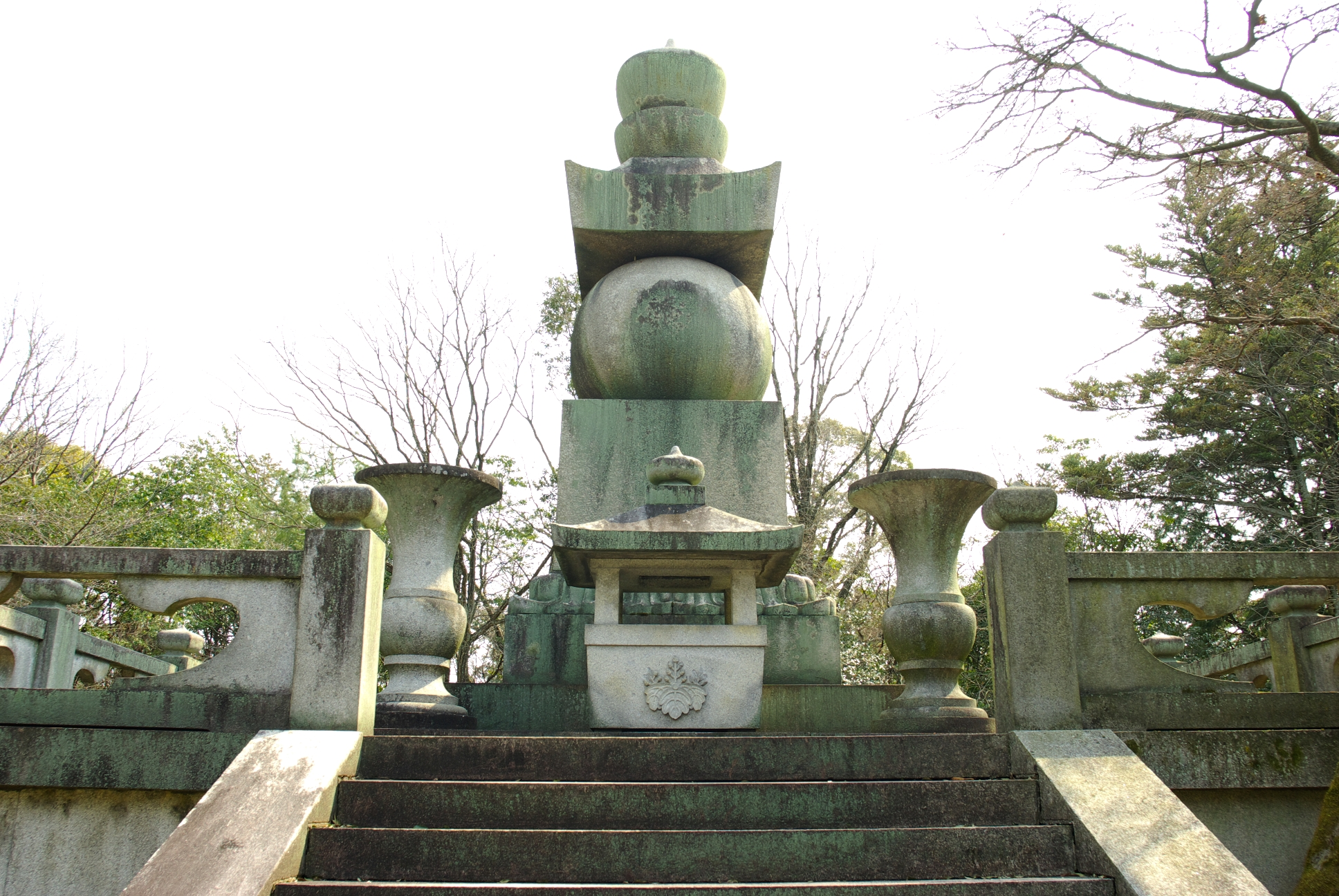
معبد تویوکونی (کیوتو)

در سال ۱۵۹۸ وضعیت جسمی هیده‌یوشی آشکارا دچار مشکل شده بود. او جلسه‌ای ترتیب داد که در آن بزرگترین دایمیوهای کشور را به عنوان هیئت بزرگان پنج‌گانه تعیین کرد. پنج نفری که از طرف هیده‌یوشی به عنوان هیئت بزرگان انتخاب شده بودند، عبارت بودند از: مائدا توشی‌ایه، موری تروموتو، اوکیتا هیده‌ایه، اوئسوگی کاگه‌کاتسو و ایه‌یاسو که از دیگر اعضای این هیئت پرقدرت‌تر بود. او همچنین ۵ نفر از سیاستمداران از جمله ایشیدا میتسوناری را به عنوان هیئت پنج‌گانه برای رسیدگی به امور کشوری تعیین کرد. هیده‌یوشی از تمامی آنان خواست تا سوگندنامه‌ای را مبنی بر حمایت از جانشینی پسرش هیده‌یوری تا رسیدن او به سن بلوغ امضا کنند. از آن‌جا که او از طرف ایه‌یاسو نیز احساس خطر می‌کرد، از او خواست نوهٔ خردسالش سن هیمه را به ازدواج پسرش هیده‌یوری دربیاورد.
هیده‌یوشی سه ماه پس از وخامت اوضاع جسمانی در ۱۸ سپتامبر ۱۵۹۸ درگذشت. در ظاهر پسر خردسال او تویوتومی هیده‌یوری جانشین وی شد اما هیده‌یوری تنها ۵ سال داشت و قدرت اصلی در دستان اعضای ده‌نفرهٔ دو شورای گوتایرو و گو-بوگیو بود. اولین تصمیم سیاسی این شورا برگرداندن سربازان ژاپنی از کره و پایان دادن به جنگ کره بود. مرگ هیده‌یوشی تا پایان بازگشت سربازان ژاپنی از کره از مردم پنهان نگاه داشته شد. در طی دو سال آتی ایه‌یاسو با دایمیوهای متعددی در ژاپن به خصوص با آن‌هایی که با هیده‌یوشی رابطه خوبی نداشتند، پیمان اتحاد بست و فرزندان و نوادگان خود را به وصلت این خاندان‌ها درآورد.

## شخصیت

### ظاهر

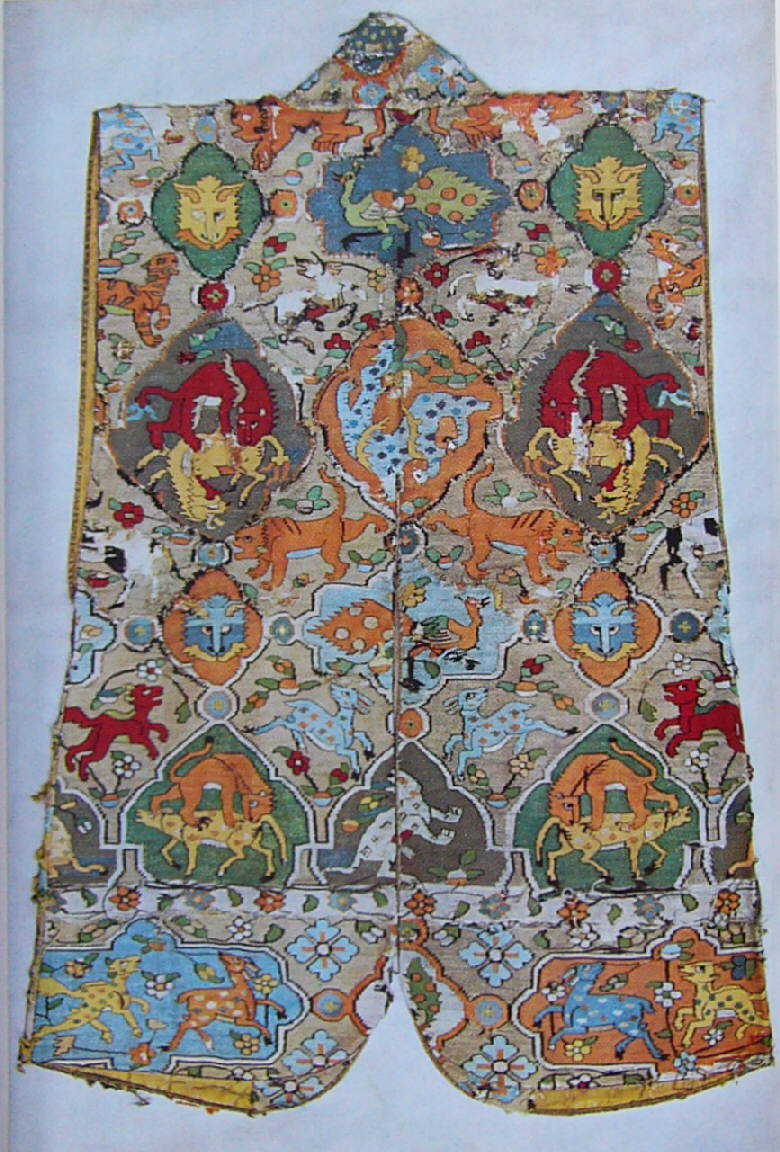
لباس متعلق به هیده‌یوشی که بافت آن در ایران انجام شده و توسط کشتی‌های پرتغالی به ژاپن آورده شده‌است.

لوئیس فرویس (۱۵۳۲– مرگ ۱۵۹۷) نویسنده کتاب  تاریخ ژاپن در مورد وی نوشته‌است: هیده‌یوشی کوتاه قد بود و ظاهری زشت داشت و شش انگشت در یک دست داشت. چشمانش بیرون آمده و ریش‌های کم‌پشتی مانند چینی‌ها داشت. همچنین در کتاب تاریخی جینگ بیروک سفیران کره‌ای، وی را چنین توصیف کرده‌اند: هیده‌یوشی صورتی کوچک با رنگی تیره دارد و به میمون شبیه است. خود وی در مورد ظاهر خویش گفته‌است من جثه‌ای کوچک و صورتی زشت دارم اما با این وصف پیشرفت من در ژاپن فراموشی‌شدنی نیست.

### شهرت
هیده‌یوشی به سبب داشتن نبوغ در ارتباط برقرار کردن با دیگر افراد و همچنین به عنوان کسی که بیشترین پیشرفت را در تاریخ ژاپن داشته‌است، شهرت دارد.

### فرهنگ و هنر
هیده‌یوشی که از خانوادهٔ فقیری برخاسته بود از اینکه در دوره جوانی خود نتوانسته بود از تحصیلات خوبی بهره‌مند شود، افسوس می‌خورد و برای جبران آن همواره کوشش و تلاش زیادی برای یادگیری در زمینه‌های گوناگون هنری و فرهنگی از خود نشان می‌داد. او پس از کناره‌گیری از مقام کانپاکو، اتاق ویژه‌ای در قلعه فوشیمی برای آموزش در نظر گرفت و نزد استادان مشهور زمان خویش در زمینهٔ ادبیات کلاسیک ژاپن، رنگا (شعر)، مراسم چای ژاپنی، ذن، کنفوسیوس و نوگاکو (تئاتر ژاپنی) آموزش می‌دید.

### زندگی شخصی
هیده‌یوشی همسران غیراصلی خود را همواره از بین زنانی با اصل و نسب و از نظر طبقاتی ممتاز انتخاب می‌کرد تاریخدانان این امر را ناشی از عقده حقارت او که از پایگاه پایین اجتماعی‌اش خانوادگی‌اش ناشی شده بود، ارزیابی می‌کنند.
اودا نوبوناگا که از نزدیک با اونه همسر اصلی هیده‌یوشی آشنایی داشت، در سال ۱۵۸۱ پس از آگاهی از روابط هیده‌یوشی با زنان دیگر نامه‌ای را به قصد دلجویی به شرح زیر به اونه فرستاد:
این تردید در بین پژوهشگران تاریخ ژاپن مطرح است که آیا هیده‌یوشی واقعاً فرزندی از خود داشته‌است.
لوئیس فرویس در بخش ۴۴  تاریخ ژاپن نوشته‌است:
واتانابه یوسوکه در این مورد نوشته‌است، یودو-دونو تنها زنی نبوده که فرزندی از هیده‌یوشی به دنیا آورده‌است. هیده‌یوشی نام «هیده‌کاتسو» را بر روی دو فرزندخوانده‌اش گذاشته‌است. احتمالاً این عمل غیرمعمول در اثر آن بوده که فرزند پسری از نخستین همسر غیراصلی وی می‌نامی دونو هنگامی که هیده‌یوشی در ولایت اومی ارباب قلعه ناگاهاما بوده متولد شده و نام او هیده‌کاتسو بوده‌است. هیده‌کاتسو در سال ۱۵۷۶ و در سنین کودکی درگذشته است. هیده‌یوشی که نمی‌توانسته تنها پسرش را که در اثر مرگ از دست داده بود فراموش کند به علت علاقهٔ قلبی به نام هیده‌کاتسو، این نام را برای پسر چهارم اودا نوبوناگا، هاشیبا هیده‌کاتسو و پسر خواهرش تویوتومی هیده‌کاتسو که به فرزندخواندگی وی درآمده بودند، برگزیده‌است.
هیده‌یوشی برای مراسم چای ژاپنی و جمع‌آوری وسایل آن، حمایت مالی از رویدادهای اجتماعی و حمایت از استادان تحسین شده، وقت و هزینه زیادی را صرف کرد. مراسم بزرگ چای کیتانو (۱۵۸۷) و همچنین جشن شکوفه‌های گیلاس دایگو (۱۵۹۸) مجلل‌ترین گردهمایی‌هایی هستند که هیده‌یوشی در ارتباط با مراسم چای برگزار کرده‌است. با افزایش علاقه به مراسم چای در بین طبقه حاکم، تقاضا برای وسایل ظریف سرامیکی نیز افزایش یافت. در طی حمله به کشور کره، نه تنها مقادیر زیادی از ظروف سرامیکی با ارزش مصادره شد، بلکه بسیاری از صنعتگران کره‌ای نیز به زور مجبور شدند به ژاپن نقل مکان کنند.

### محل زندگی

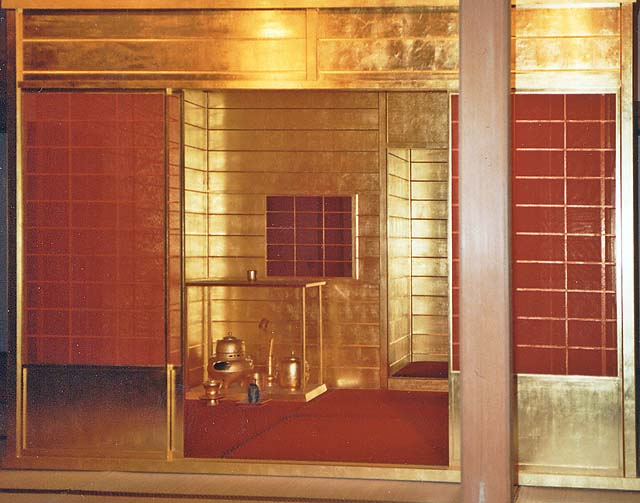
بازسازی اتاق چایِ طلا در قلعه فوشیمی این اتاق قابل حمل بود.

- قلعه ناگاهاما، در استان شیگا واقع شده‌است. این قلعه در سال ۱۵۷۵–۱۵۷۶ توسط هیده‌یوشی ساخته شد. در این هنگام هیده‌یوشی ۳۶ ساله بود.
- قلعه نیجو/قلعه میوگنجی، در کیوتو، در سال ۱۵۸۳ هیده‌یوشی مدتی این قلعه را پایگاه خود قرار داد.
- قلعه هیمه‌جی، در استان هیوگو این کاخ اولین اثر ثبت شده در فهرست میراث جهانی یونسکو از کشور ژاپن است.[۸۸] هیده‌یوشی در سال ۱۵۸۰ در زمان حمله به چوگوکو (جنوب ژاپن) این قلعه را تصاحب کرد.
- قلعه اوساکا، هیده‌یوشی پایگاه خود را در این قلعه اوساکا قرار داد و در اواخر سال ۱۵۸۳ در آن ساکن شد. در این هنگام هیده‌یوشی ۴۷ ساله بود.
- جوراکودای، به دستور هیده‌یوشی در کیوتو ساخته شده بود. در سال ۱۵۸۷ هیده‌یوشی پس از پیروزی در لشکرکشی کیوشو از اوساکا به این قصر نقل مکان کرد.
- در سال ۱۵۹۴ هیده‌یوشی جهت اقامت به قلعه فوشیمی یا با نام دیگر «قلعه مومویاما» وارد شد و در سال ۱۵۹۸ در همین قلعه در سن ۶۲ سالگی درگذشت.[۸۹]

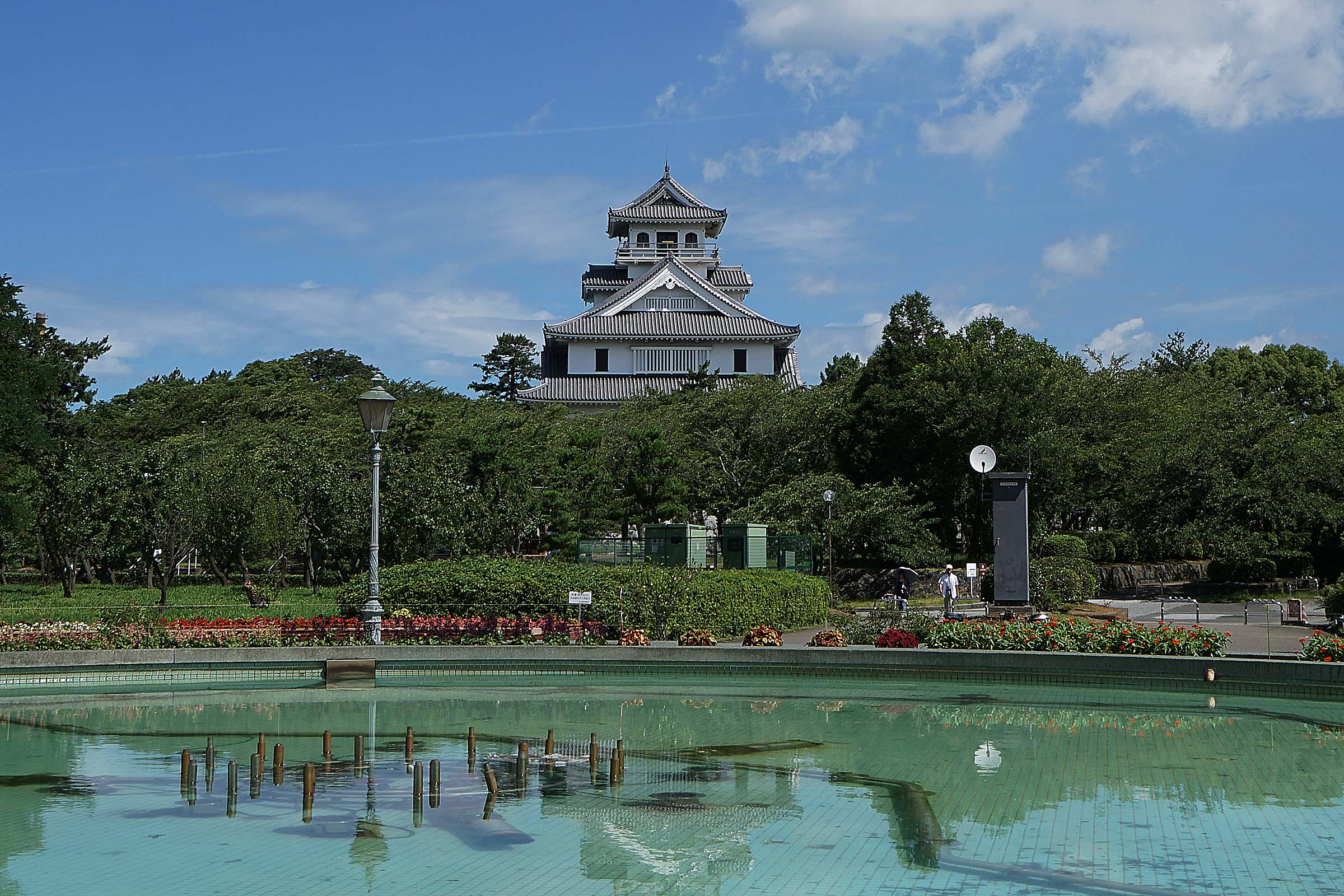
قلعه ناگاهاما
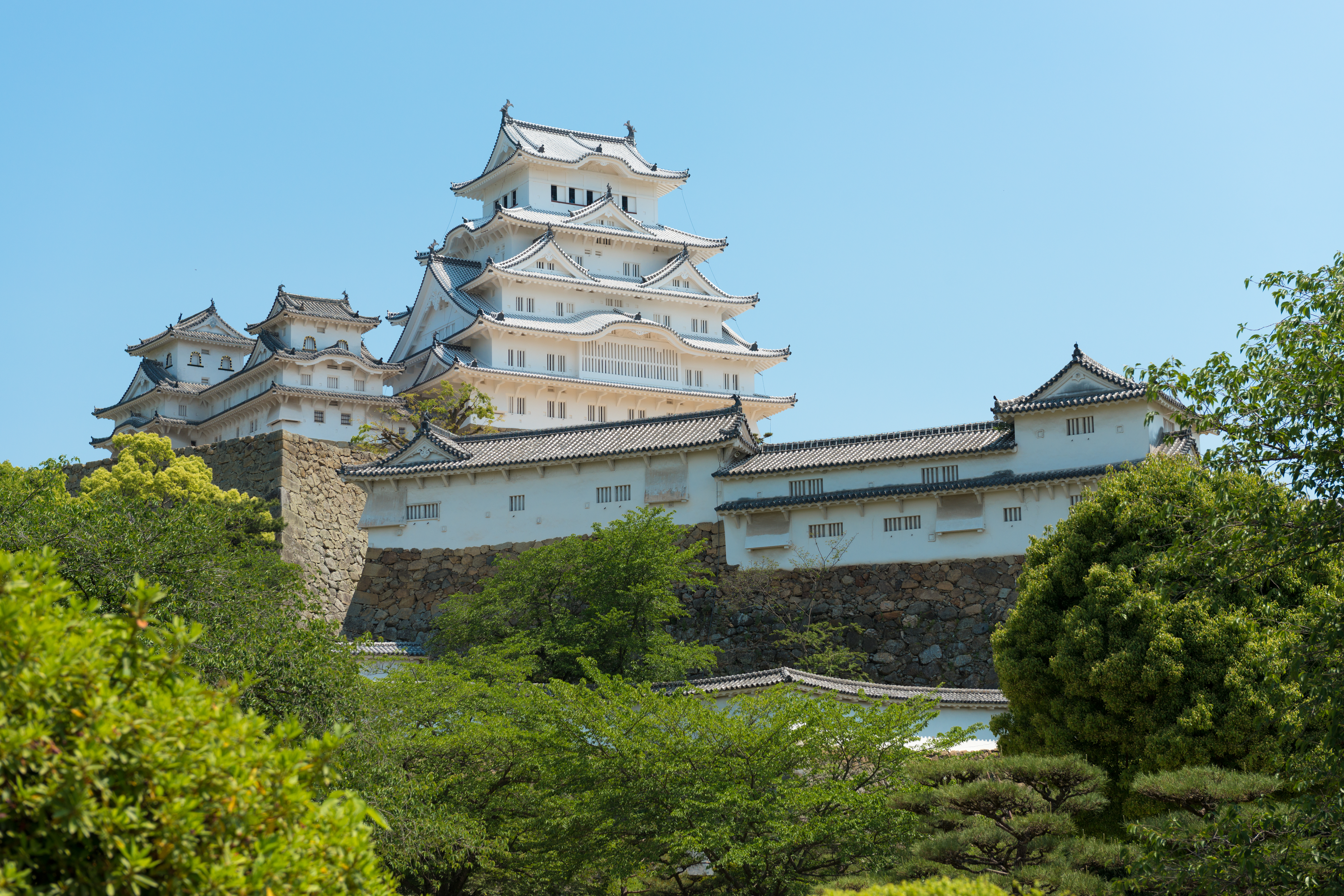
قلعه هیمه‌جی
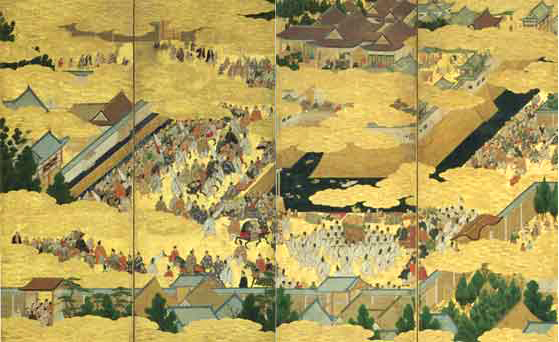
جوراکودای
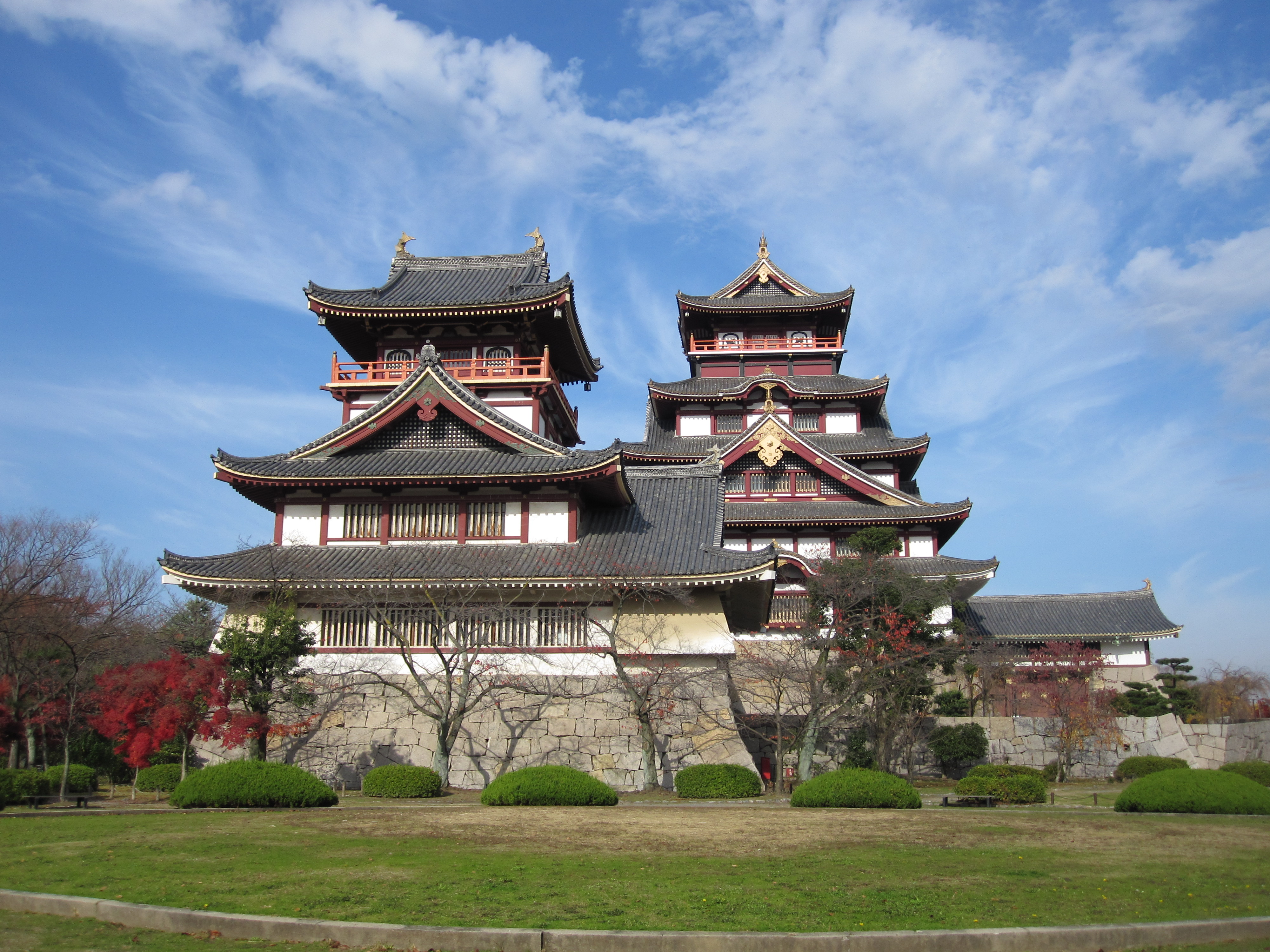
قلعه فوشیمی/قلعه مومویاما (به معنی کوه هلو)

## نابودی خاندان تویوتومی
بعد از مرگ تویوتومی هیده‌یوشی در سال ۱۵۹۸ میلادی شورایی پنج نفره به همراه ۵ سیاستمدار دیگر مانند ایشیدا میتسوناری و آسانو ناگاماسا حکمرانی ژاپن را بین خود تقسیم کرده و ادارهٔ کشور را برعهده گرفتند. مسن‌ترین و بانفوذترین اعضای شورا یعنی مائدا توشی‌ایه یک سال پس از مرگ هیده‌یوشی در سال ۱۵۹۹ درگذشت. پس از آن به سرعت در ژاپن دایمیوها و سامورایی‌ها به دو گروه تقسیم شدند. یکی ارتش غربی (گروه میتسوناری) و دیگری ارتش شرقی (گروه ضد میتسوناری). ایه‌یاسو گروه ضد میتسوناری را حمایت می‌کرد. دو گروه در نهایت در نبرد سکیگاهارا بزرگترین و تقریباً مهم‌ترین نبرد در طول تاریخ ژاپن مقابل یکدیگر قرار گرفتند. نبرد سکیگاهارا با پیروزی مطلق توکوگاوا ایه‌یاسو پایان یافت و سپاه غربی در هم کوبیده شد.
پس از نبرد، تویوتومی هیده‌یوری عنوان بزرگترین دایمیوی کشور را از دست داد. زمین‌های مصادره‌شده از طرفداران خاندان تویوتومی یک سوم مساحت کل کشور را دربرمی‌گرفت. تعداد زیادی از سامورایی‌هایی که در خدمت این دایمیوها بودند، شغل خود را از دست داده و تبدیل به رونین شدند. بیشتر این رونین‌ها ده سال بعد در محاصرهٔ اوساکا به طرفداری از خاندان تویوتومی گرد قلعهٔ اوساکا جمع شدند.
در سال ۱۶۰۳، ایه‌یاسو رسماً عنوان شوگون را از امپراتور دریافت کرد و بدین ترتیب رژیم تویوتومی در این سال پایان یافت. ایه‌یاسو برای یکپارچه شدن قدرت خود، تصمیم گرفت نیروهای خود را جمع کند تا بازماندگان خاندان تویوتومی در قلعهٔ اوساکا را از بین ببرد. در سال ۱۶۱۴ وی دست‌آویزی پیدا کرد و به خاندان تویوتومی دستور داد تا قلعهٔ اوساکا را ترک کنند. خاندان تویوتومی از این دستور اطاعت نکرده و شروع به احضار رونینها (سامورایی‌های بدون ارباب) برای گردآوری ارتش در قلعه کردند. ایه‌یاسو با لشکر ۲۰۰ هزار نفری خود و متحدانش به اوساکا حمله کرد. نقطهٔ پایان زندگی تویوتومی هیده‌یوری محاصرهٔ اوساکا (۱۶۱۴–۱۶۱۵) بود. در پایان این محاصره قلعهٔ اوساکا به آتش کشیده شد و مدافعان آن شامل هیده‌یوری و مادرش (بیوه هیده‌یوشی، یودو-دونو) در داخل قلعه دست به هاراکیری زدند. بدین ترتیب ایه‌یاسو هر خطر احتمالی که قدرت او را تهدید می‌کرد، نابود کرد و دیگر تهدیدی برای سلطهٔ خاندان توکوگاوا بر ژاپن باقی نماند.

## همسران و فرزندان

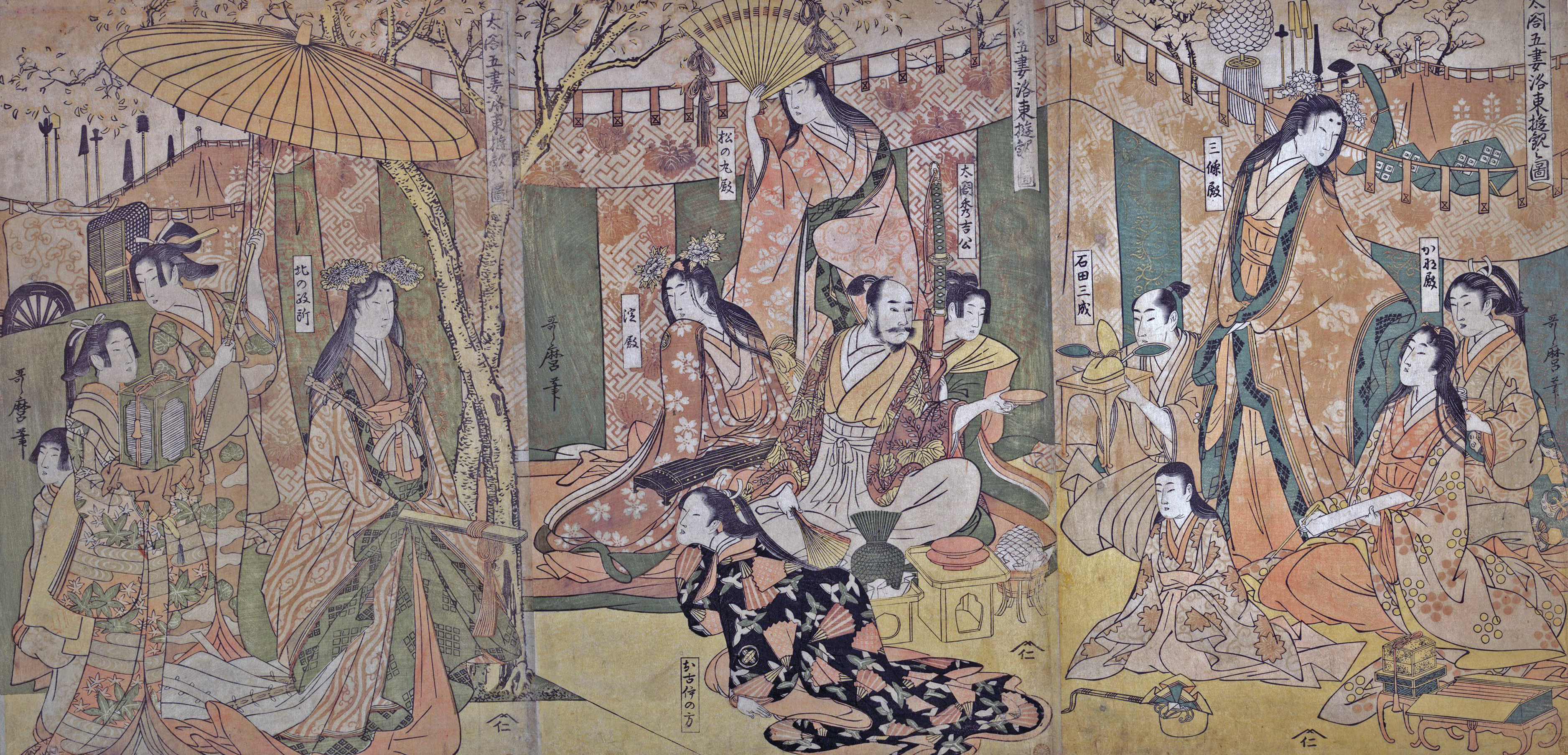
تصویری خیالی و نقاشی شده از هیده‌یوشی در بین همسرانش

### همسران
تعداد همسران غیراصلی هیده‌یوشی ۱۶ نفر برآورد شده‌است. اما تنها نام ۱۱ نفر از آنان مشخص شده‌است.
- اُونِه سال ازدواج (۱۵۶۱) همسر اصلی
- می‌نامی دونو احتمالاً ۱۵۷۰
- یودو دونو سال ازدواج (۱۵۸۸)، خواهرزادهٔ اودا نوبوناگا
- سان نو مارو دونو، دختر اودا نوبوناگا
- کیوگوکو تاتسوکو
- هیمه‌جی دونو (۱۵۷۷)
- کونومائه
- می‌نامی نو تسوبانه (۱۵۸۰)
- ماهیمه (۱۵۸۵)
- کتسوکی این (۱۵۹۰)
- کای هیمه (۱۵۹۱)
- هیروساوا نو تسوبانه (۱۵۹۳)[۹۹]

### فرزندان
- هاشیبا هیده‌کاتسو (ایشی ماتسومارو) (تولد نامشخص بنا بر فرضیه‌ها ۱۵۷۰–۱۵۷۴ –مرگ ۴ نوامبر ۱۵۷۶) از می‌نامی دونو (در مورد صحت آن تردید وجود دارد)
- یک دختر از می‌نامی دونو (در مورد صحت آن تردید وجود دارد)
- تویوتومی تسوروماتسو (۱۵۸۹ – ۱۵۹۱ میلادی) در سن ۳ سالگی به علت بیماری درگذشت.
- تویوتومی هیده‌یوری (۱۵۹۳ – ۱۶۱۵ میلادی)[۱۰۰]

### فرزندخواندگان پسر
تا دوره ادو به غیر از فرزندخواندگی معمول نوع دیگری از فرزندخواندگی در ژاپن به نام «یوشی» (猶子) نیز وجود داشت. در این نوع فرزندخواندگی، فرزندخوانده تنها از نظر اجتماعی به‌صورت فرزندخوانده پذیرفته می‌شد ولی از نظر مالی بدون ارتباط با پدرخوانده خود باقی می‌ماند و پس از مرگ پدرخوانده از نظر مالی ارثی دریافت نمی‌کرد. در دوره سنگوکو و دوره ادو از نظر اجتماعی این موضوع بسیار حائز اهمیت بود که چه کسی حاضر است یک شخص را به فرزندخواندگی بپذیرد. کسانی که به این نحو به فرزندخواندگی هیده‌یوشی یا کونوئه ساکی‌هیسا که مقام کانپاکو (صدرالاعظم) را برعهده داشتند درمی‌آمدند، می‌توانستند عهده‌دار مقام کانپاکو شوند.
| نام فرزندخوانده                | نام پدر اصلی                                                | توضیح |
| ------------------------------ | ----------------------------------------------------------- | --- |
| هاشیبا هیده‌کاتسو               | اودا نوبوناگا، (چهارمین پسر)                                | در سال ۱۵۸۶ میلادی سن ۱۸ سالگی درگذشت. |
| تویوتومی هیده‌تسوگو             | میوشی یوشیفوسا، پسر نیشونی خواهر هیده‌یوشی، (نخستین پسر)     | در سال ۱۶۹۵ مجبور به هاراکیری شد. |
| تویوتومی هیده‌کاتسو             | میوشی یوشیفوسا، پسر نیشونی خواهر هیده‌یوشی، (دومین پسر)      | در ۲۳ سالگی در هنگام اعزام به جنگ کره به علت بیماری درگذشت. |
| یوکی هیده‌یاسو                  | توکوگاوا ایه‌یاسو، (دومین پسر)                               | در نبرد سکیگاهارا به خدمت پدرش ایه‌یاسو درآمد و در جبههٔ شرقی شرکت کرد.                                                                                           |
| ایکدا تروماسا                  | ایکدا تسونه‌اوکی، (دومین پسر)                                | در نبرد سکیگاهارا همراه با ایه‌یاسو جنگید. |
| ایکدا ناگایوشی                 | ایکدا تسونه‌اوکی، (سومین پسر)                                | در نبرد سکیگاهارا همراه با ایه‌یاسو جنگید. |
| کوبایاکاوا هیده‌آکی             | کینوشیتا ایه‌سادا، پنجمین پسر برادر همسر اصلی هیده‌یوشی، اونه | پس از تولد نخستین پسر هیده‌یوشی در سال ۱۵۹۱، به فرزندخواندگی کوبایاکاوا تاکاکاگه درآمد. در نبرد سکیگاهارا خیانت وی به خاندان تویوتومی، موجب پیروزی سپاه شرقی شد. |
| اوکیتا هیده‌ایه (یوشی)          | اوکیتا نائوایه                                              | در تهاجم ژاپن به کره (۱۵۹۸–۱۵۹۲) یکی از فرماندهان ارشد بود. در نبرد سکیگاهارا در جبههٔ غربی (جبههٔ خاندان تویوتومی) جنگید.                                        |
| داته هیده‌مونه (یوشی)           | داته ماسامونه                                               | در نبرد سکیگاهارا قصد پیوستن به جبهه غربی را داشت اما قبل از آن به گروگان گرفته شد.                                                                             |
| شاهزاده هاچیجو توشی‌هیتو (یوشی) | ششمین پسر شاهزاده سانه‌هیتو و برادر امپراتور گو-یوزی         | هیده‌یوشی در تلاش برای تقویت رابطه خاندان تویوتومی و دربار ژاپن، او را به فرزندی خود درآورد.                                                                     |

### فرزندخواندگان دختر
| نام فرزندخوانده      | نام پدر اصلی                        | توضیح |
| -------------------- | ----------------------------------- | --- |
| یودو دونو            | آزای ناگاماسا (نخستین دختر)         | زن غیراصلی هیده‌یوشی نیز شد. وی مادر دو پسر هیده‌یوشی، تویوتومی تسوروماتسو و تویوتومی هیده‌یوری بود.                                  |
| اوهاتسو              | آزای ناگاماسا (دومین دختر)          | با کیوگوکو تاکاتسوگو ازدواج کرد.                                                                                                   |
| اوایو                | آزای ناگاماسا (سومین دختر)          | نخست با ساجی کازوناری، سپس با تویوتومی هیده‌کاتسو و پس از آن با توکوگاوا هیده‌تادا (دومین شوگون از شوگون‌سالاری توکوگاوا) ازدواج کرد. |
| ماهیمه               | مائدا توشی‌ایه، (سومین دختر)         | زن غیراصلی هیده‌یوشی نیز شد. |
| گوهیمه               | مائدا توشی‌ایه، (چهارمین دختر)       | با اوکیتا هیده‌ایه ازدواج کرد. |
| مائدا کیکوهیمه       | مائدا توشی‌ایه، (ششمین دختر)         | در سن ۷ سالگی درگذشت. |
| اوهیمه               | اودا نوبوکاتسو                      | در سن ۷ سالگی درگذشت. |
| چیکورین-این          | اوتانی یوشیتسوگو                    | با سانادا یوکیمورا ازدواج کرد. |
| دایزن این            | تویوتومی هیده‌ناگا (برادر هیده‌یوشی)  | با موری هیده‌موتو ازدواج کرد. |
| ایتوهیمه             | هاچیسوکا ماساکاتسو (ملازم هیده‌یوشی) | با کورودا ناگاماسا ازدواج کرد. |
| کونوئه ساکیکو (یوشی) | کونوئه ساکی‌هیسا                     | همسر غیراصلی امپراتور گو-یوزی و مادر امپراتور گومیزونو شد.                                                                         |

## ارزیابی تاریخی

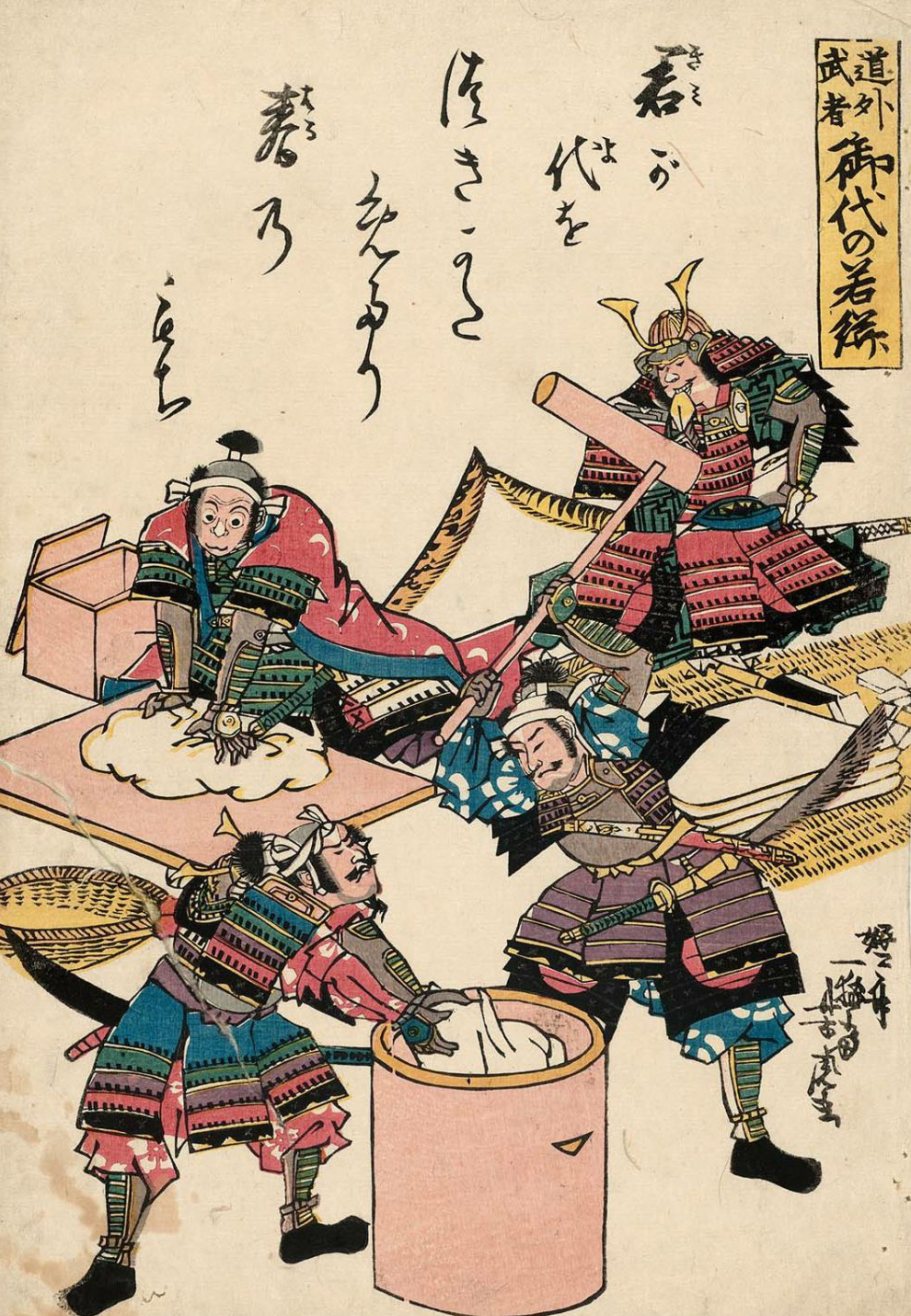
اثری که در سال ۱۸۴۹ توسط اوتاگاوا یوشیتورا کشیده شده‌است. در این نقاشی اودا نوبوناگا و آکچی میتسوهیده در حال کوبیدن برنج و تبدیل آن به خمیر، هیده‌یوشی نشسته و مشغول ورز دادن خمیر برنج و در سمت راست توکوگاوا ایه‌یاسو در حالی که فقط نشسته و در حال خوردن کیک برنج است، ترسیم شده‌اند.

در ۱۸۶۸ امپراتور میجی به خاطر قدردانی از نقش هیده‌یوشی در نشان‌دادن قدرت ژاپن به کشورهای خارجی، وی را کامی (ایزدان شینتو، ارواح شریف و مقدس) نامید و دستور ساخت معبدی را برای پرستش وی را صادر کرد. در پی این دستور معبد تویوکونی در کیوتو برای بزرگداشت هیده‌یوشی ساخته شد.
ایزاوا موتوهیکو، پژوهشگر تاریخ ژاپن، در مورد هیده‌یوشی نوشته‌است: توکوگاوا ایه‌یاسو برخلاف قول و پیمانی که با هیده‌یوشی بسته بود، پس از گذشت زمان نه‌تنها از پسر و جانشین وی حمایت نکرد بلکه با کشتن پسر و نوه هیده‌یوشی نسل وی را ریشه‌کن کرد. اگر فقط به عمل ایه‌یاسو توجه شود، او نسبت به هیده‌یوشی مرد شروری به نظر می‌رسد. اما در واقع جایی برای تمجید از هیده‌یوشی نیست. هیده‌یوشی به محض درگذشت نوبوناگا ربودن حق حاکمیت از خاندان اودا را آغاز کرد. دومین پسر نوبوناگا، اودا نوبوکاتسو، یک بار تبعید و املاکش ضبط شد. سومین پسر وی، اودا نوبوتاکا، به اجبار هیده‌یوشی یک سال پس از مرگ پدرش و پس از شکست در نبرد شیزوگاتاکه مجبور به هاراکیری شد. خواهر کوچکتر نوبوناگا، اوایچی، پس از شکست بر سر جانشینی نوبوناگا و محاصرهٔ قلعه‌اش توسط هیده‌یوشی دست به هاراکیری زد. نوهٔ نوبوناگا که توسط خود هیده‌یوشی به جانشینی انتخاب شده بود، هرگز اجازه نیافت تا به جایگاه خود برسد. تمام اینها در حالی بود که نوبوناگا ولی‌نعمتی برای هیده‌یوشی بود که وی را از فرش به عرش رسانده بود.
بعد از دورهٔ ادو از هیده‌یوشی به عنوان شخصیتی خونگرم و سرشار از استعداد که توان نفوذ در قلب دیگران را داشت نقل‌های بسیاری شده‌است. ۷۰۰۰ نامهٔ بازمانده از وی، نشان‌دهندهٔ تبحر و تلاش پیگیر هیده‌یوشی در تصاحب قلب دیگران است. او از طبقهٔ فقیری برخاسته بود و برخلاف دیگر فرماندهان سامورایی‌ها نمی‌توانست بر وفاداری ملازمان خود بنا بر اصل فرمانبرداری نسبت به ارباب تکیه کند و ناچار بود این وفاداری را با برقراری ارتباط انسانی ایجاد کند. از طرف دیگر در عرصهٔ تاریخی، هیده‌یوشی کسی است که با تهاجم به کره و چین و همچنین نابودی خاندان خواهرزادهٔ خود، قتل‌عام‌های بی‌رحمانه و بسیاری را در کارنامهٔ خود دارد. خشکاندن نیروی دشمن از ریشه، روشی بود که ارباب او اودا نوبوناگا برای ایجاد وحدت در کشور در پی گرفته بود و هیده‌یوشی نیز به عنوان پیروی از وی و همین‌طور در جهت تثبیت قدرت خویش همین روش را ادامه داد. به علت همین رویکرد دوگانه هیده‌یوشی هم به عنوان یک انسان خونگرم و هم به عنوان یک سفاک اشتهار دارد.

## در فرهنگ عامه
- وی در سال‌های ۲۰۰۴–۲۰۰۵ در مجموعه تلویزیونی دریاسالار جاوید یی سون شین توسط لی هیو جونگ به تصویر کشیده شده‌است.[۱۰۹]
- هیوگه مونو یک مانگا ی ژاپنی است که توسط یامادا یوشی‌هیرو نوشته و مصور شده‌است. از این مانگا در سال ۲۰۱۱ یک سریال انیمه اقتباس شده‌است، و تصویری تخیلی از زندگی هیده‌یوشی را شامل می‌شود.[۱۱۰]
- در سری بازی‌ها و انیمه‌های سنگوکو باسارا، او به عنوان مردی بیرحم توصیف می‌شود.[۱۱۱]
- در سری بازی‌های اونیموشا، هیده‌یوشی یکی از آنتاگونیست های اصلی بازی است. او در سه بازی اول به عنوان خدمتکار اودا نوبوناگا در بخش هایی از بازی ظاهر می‌شود تا اینکه در بازی چهارم[ث] به آنتاگونیست اصلی و حاکم ژاپن تبدیل می‌شود.[۱۱۲]

## شجره‌نامه
|  |  |  |  |  |  |                |                | کینوشیتا یائه‌مون | کینوشیتا یائه‌مون | کینوشیتا یائه‌مون   | کینوشیتا یائه‌مون   | کینوشیتا یائه‌مون   | کینوشیتا یائه‌مون   |                    |                    |             |             | اوماندوکورو | اوماندوکورو | اوماندوکورو       | اوماندوکورو       | اوماندوکورو       | اوماندوکورو       |                     |                     |                     |                     |                     |                     |                   |                   | چیکو آمی         | چیکو آمی         | چیکو آمی         | چیکو آمی         | چیکو آمی           | چیکو آمی           |                    |                    |                    |                    |                   |                   |                   |                   |                   |                   |                |                |                |                |                |                |
|  |  |  |  |  |  |                |                | کینوشیتا یائه‌مون | کینوشیتا یائه‌مون | کینوشیتا یائه‌مون   | کینوشیتا یائه‌مون   | کینوشیتا یائه‌مون   | کینوشیتا یائه‌مون   |                    |                    |             |             | اوماندوکورو | اوماندوکورو | اوماندوکورو       | اوماندوکورو       | اوماندوکورو       | اوماندوکورو       |                     |                     |                     |                     |                     |                     |                   |                   | چیکو آمی         | چیکو آمی         | چیکو آمی         | چیکو آمی         | چیکو آمی           | چیکو آمی           |                    |                    |                    |                    |                   |                   |                   |                   |                   |                   |                |                |                |                |                |                |
|  |  |  |  |  |  |                |                |                  |                  |                    |                    |                    |                    |                    |                    |             |             |             |             |                   |                   |                   |                   |                     |                     |                     |                     |                     |                     |                   |                   |                  |                  |                  |                  |                    |                    |                    |                    |                    |                    |                   |                   |                   |                   |                   |                   |                |                |                |                |                |                |
|  |  |  |  |  |  |                |                |                  |                  |                    |                    |                    |                    |                    |                    |             |             |             |             |                   |                   |                   |                   |                     |                     |                     |                     |                     |                     |                   |                   |                  |                  |                  |                  |                    |                    |                    |                    |                    |                    |                   |                   |                   |                   |                   |                   |                |                |                |                |                |                |
|  |  |  |  |  |  | میوشی یوشیفوسا | میوشی یوشیفوسا | میوشی یوشیفوسا   | میوشی یوشیفوسا   | میوشی یوشیفوسا     | میوشی یوشیفوسا     |                    |                    | نیشونی             | نیشونی             | نیشونی      | نیشونی      | نیشونی      | نیشونی      |                   |                   |                   |                   |                     |                     | تویوتومی هیده‌ناگا   | تویوتومی هیده‌ناگا   | تویوتومی هیده‌ناگا   | تویوتومی هیده‌ناگا   | تویوتومی هیده‌ناگا | تویوتومی هیده‌ناگا |                  |                  | آساهی هیمه       | آساهی هیمه       | آساهی هیمه         | آساهی هیمه         | آساهی هیمه         | آساهی هیمه         |                    |                    | توکوگاوا ایه‌یاسو  | توکوگاوا ایه‌یاسو  | توکوگاوا ایه‌یاسو  | توکوگاوا ایه‌یاسو  | توکوگاوا ایه‌یاسو  | توکوگاوا ایه‌یاسو  |                |                |                |                |                |                |
|  |  |  |  |  |  | میوشی یوشیفوسا | میوشی یوشیفوسا | میوشی یوشیفوسا   | میوشی یوشیفوسا   | میوشی یوشیفوسا     | میوشی یوشیفوسا     |                    |                    | نیشونی             | نیشونی             | نیشونی      | نیشونی      | نیشونی      | نیشونی      |                   |                   |                   |                   |                     |                     | تویوتومی هیده‌ناگا   | تویوتومی هیده‌ناگا   | تویوتومی هیده‌ناگا   | تویوتومی هیده‌ناگا   | تویوتومی هیده‌ناگا | تویوتومی هیده‌ناگا |                  |                  | آساهی هیمه       | آساهی هیمه       | آساهی هیمه         | آساهی هیمه         | آساهی هیمه         | آساهی هیمه         |                    |                    | توکوگاوا ایه‌یاسو  | توکوگاوا ایه‌یاسو  | توکوگاوا ایه‌یاسو  | توکوگاوا ایه‌یاسو  | توکوگاوا ایه‌یاسو  | توکوگاوا ایه‌یاسو  |                |                |                |                |                |                |
|  |  |  |  |  |  |                |                |                  |                  |                    |                    |                    |                    |                    |                    |             |             |             |             |                   |                   |                   |                   |                     |                     |                     |                     |                     |                     |                   |                   |                  |                  |                  |                  |                    |                    |                    |                    |                    |                    |                   |                   |                   |                   |                   |                   |                |                |                |                |                |                |
|  |  |  |  |  |  |                |                |                  |                  | تویوتومی هیده‌تسوگو | تویوتومی هیده‌تسوگو | تویوتومی هیده‌تسوگو | تویوتومی هیده‌تسوگو | تویوتومی هیده‌تسوگو | تویوتومی هیده‌تسوگو |             |             |             |             |                   |                   |                   |                   |                     |                     |                     |                     | اونه                | اونه                | اونه              | اونه              | اونه             | اونه             |                  |                  |                    |                    |                    |                    |                    |                    | توکوگاوا هیده‌تادا | توکوگاوا هیده‌تادا | توکوگاوا هیده‌تادا | توکوگاوا هیده‌تادا | توکوگاوا هیده‌تادا | توکوگاوا هیده‌تادا |                |                |                |                |                |                |
|  |  |  |  |  |  |                |                |                  |                  | تویوتومی هیده‌تسوگو | تویوتومی هیده‌تسوگو | تویوتومی هیده‌تسوگو | تویوتومی هیده‌تسوگو | تویوتومی هیده‌تسوگو | تویوتومی هیده‌تسوگو |             |             |             |             |                   |                   |                   |                   |                     |                     |                     |                     | اونه                | اونه                | اونه              | اونه              | اونه             | اونه             |                  |                  |                    |                    |                    |                    |                    |                    | توکوگاوا هیده‌تادا | توکوگاوا هیده‌تادا | توکوگاوا هیده‌تادا | توکوگاوا هیده‌تادا | توکوگاوا هیده‌تادا | توکوگاوا هیده‌تادا |                |                |                |                |                |                |
|  |  |  |  |  |  |                |                |                  |                  |                    |                    |                    |                    |                    |                    |             |             |             |             |                   |                   |                   |                   |                     |                     |                     |                     |                     |                     |                   |                   |                  |                  |                  |                  |                    |                    |                    |                    |                    |                    |                   |                   |                   |                   |                   |                   |                |                |                |                |                |                |
|  |  |  |  |  |  |                |                |                  |                  |                    |                    |                    |                    |                    |                    |             |             |             |             |                   |                   |                   |                   |                     |                     |                     |                     |                     |                     |                   |                   |                  |                  |                  |                  |                    |                    |                    |                    |                    |                    |                   |                   |                   |                   |                   |                   |                |                |                |                |                |                |
|  |  |  |  |  |  |                |                |                  |                  |                    |                    | مینامی دونو        | مینامی دونو        | مینامی دونو        | مینامی دونو        | مینامی دونو | مینامی دونو |             |             | تویوتومی هیده‌یوشی | تویوتومی هیده‌یوشی | تویوتومی هیده‌یوشی | تویوتومی هیده‌یوشی | تویوتومی هیده‌یوشی   | تویوتومی هیده‌یوشی   |                     |                     | یودو دونو           | یودو دونو           | یودو دونو         | یودو دونو         | یودو دونو        | یودو دونو        |                  |                  | اوایو              | اوایو              | اوایو              | اوایو              | اوایو              | اوایو              |                   |                   |                   |                   | سن هیمه           | سن هیمه           | سن هیمه        | سن هیمه        | سن هیمه        | سن هیمه        |                |                |
|  |  |  |  |  |  |                |                |                  |                  |                    |                    | مینامی دونو        | مینامی دونو        | مینامی دونو        | مینامی دونو        | مینامی دونو | مینامی دونو |             |             | تویوتومی هیده‌یوشی | تویوتومی هیده‌یوشی | تویوتومی هیده‌یوشی | تویوتومی هیده‌یوشی | تویوتومی هیده‌یوشی   | تویوتومی هیده‌یوشی   |                     |                     | یودو دونو           | یودو دونو           | یودو دونو         | یودو دونو         | یودو دونو        | یودو دونو        |                  |                  | اوایو              | اوایو              | اوایو              | اوایو              | اوایو              | اوایو              |                   |                   |                   |                   | سن هیمه           | سن هیمه           | سن هیمه        | سن هیمه        | سن هیمه        | سن هیمه        |                |                |
|  |  |  |  |  |  |                |                |                  |                  |                    |                    |                    |                    |                    |                    |             |             |             |             |                   |                   |                   |                   |                     |                     |                     |                     |                     |                     |                   |                   |                  |                  |                  |                  |                    |                    |                    |                    |                    |                    |                   |                   |                   |                   |                   |                   |                |                |                |                |                |                |
|  |  |  |  |  |  |                |                |                  |                  |                    |                    |                    |                    |                    |                    |             |             |             |             |                   |                   |                   |                   |                     |                     |                     |                     |                     |                     |                   |                   |                  |                  |                  |                  |                    |                    |                    |                    |                    |                    |                   |                   |                   |                   |                   |                   |                |                |                |                |                |                |
|  |  |  |  |  |  |                |                | ایشی ماتسومارو   | ایشی ماتسومارو   | ایشی ماتسومارو     | ایشی ماتسومارو     | ایشی ماتسومارو     | ایشی ماتسومارو     |                    |                    | دختر        | دختر        | دختر        | دختر        | دختر              | دختر              |                   |                   | تویوتومی تسوروماتسو | تویوتومی تسوروماتسو | تویوتومی تسوروماتسو | تویوتومی تسوروماتسو | تویوتومی تسوروماتسو | تویوتومی تسوروماتسو |                   |                   | کازوتوکی نو کاتا | کازوتوکی نو کاتا | کازوتوکی نو کاتا | کازوتوکی نو کاتا | کازوتوکی نو کاتا   | کازوتوکی نو کاتا   |                    |                    | تویوتومی هیده‌یوری  | تویوتومی هیده‌یوری  | تویوتومی هیده‌یوری | تویوتومی هیده‌یوری | تویوتومی هیده‌یوری | تویوتومی هیده‌یوری |                   |                   | کوایوا نو کاتا | کوایوا نو کاتا | کوایوا نو کاتا | کوایوا نو کاتا | کوایوا نو کاتا | کوایوا نو کاتا |
|  |  |  |  |  |  |                |                | ایشی ماتسومارو   | ایشی ماتسومارو   | ایشی ماتسومارو     | ایشی ماتسومارو     | ایشی ماتسومارو     | ایشی ماتسومارو     |                    |                    | دختر        | دختر        | دختر        | دختر        | دختر              | دختر              |                   |                   | تویوتومی تسوروماتسو | تویوتومی تسوروماتسو | تویوتومی تسوروماتسو | تویوتومی تسوروماتسو | تویوتومی تسوروماتسو | تویوتومی تسوروماتسو |                   |                   | کازوتوکی نو کاتا | کازوتوکی نو کاتا | کازوتوکی نو کاتا | کازوتوکی نو کاتا | کازوتوکی نو کاتا   | کازوتوکی نو کاتا   |                    |                    | تویوتومی هیده‌یوری  | تویوتومی هیده‌یوری  | تویوتومی هیده‌یوری | تویوتومی هیده‌یوری | تویوتومی هیده‌یوری | تویوتومی هیده‌یوری |                   |                   | کوایوا نو کاتا | کوایوا نو کاتا | کوایوا نو کاتا | کوایوا نو کاتا | کوایوا نو کاتا | کوایوا نو کاتا |
|  |  |  |  |  |  |                |                |                  |                  |                    |                    |                    |                    |                    |                    |             |             |             |             |                   |                   |                   |                   |                     |                     |                     |                     |                     |                     |                   |                   |                  |                  |                  |                  |                    |                    |                    |                    |                    |                    |                   |                   |                   |                   |                   |                   |                |                |                |                |                |                |
|  |  |  |  |  |  |                |                |                  |                  |                    |                    |                    |                    |                    |                    |             |             |             |             |                   |                   |                   |                   |                     |                     |                     |                     |                     |                     |                   |                   |                  |                  |                  |                  | تویوتومی کونیماتسو | تویوتومی کونیماتسو | تویوتومی کونیماتسو | تویوتومی کونیماتسو | تویوتومی کونیماتسو | تویوتومی کونیماتسو |                   |                   | تنشونی            | تنشونی            | تنشونی            | تنشونی            | تنشونی         | تنشونی         |                |                |                |                |

## گاهشماری رویدادها
| سال  | ماه و روز گاهشماری ژاپنی | رویداد |
| ۱۵۳۶ |                          | تولد هیده‌یوشی در ولایت اُواری (امروزه منطقهٔ ناکامورا در شهر ناگویا در استان آیچی)                             |
| ۱۵۵۴ |                          | شروع خدمت به اودا نوبوناگا                                                                                   |
| ۱۵۶۱ |                          | ازدواج با نخستین همسرش اونه                                                                                  |
| ۱۵۶۸ |                          | وارد شدن به کیوتو به تبعیت از اودا نوبوناگا                                                                  |
| ۱۵۷۰ |                          | پیروزی در نبرد آنه‌گاوا علیه خاندان آزای و خاندان آساکورا                                                     |
| ۱۵۷۳ |                          | تغییر نام خانوادگی به «شیباتا»                                                                               |
| ۱۵۷۳ | ماه هشتم                 | پیروزی در محاصره اودانی و شکست خاندان آزای                                                                   |
| ۱۵۷۵ |                          | حمله به ولایت اچیزن                                                                                          |
| ۱۵۷۷ |                          | نبرد در قلعه شیگیسان                                                                                         |
| ۱۵۷۸ |                          | پیروزی در نبرد میکی                                                                                          |
| ۱۵۸۲ |                          | وقوع حادثه معبد هوننو و مرگ اودا نوبوناگا                                                                    |
| ۱۵۸۳ |                          | پیروزی در نبرد شیزوگاتاکه                                                                                    |
| ۱۵۸۴ |                          | وقوع نبرد کوماکی و ناگاکوته در مقابل توکوگاوا ایه‌یاسو                                                        |
| ۱۵۸۵ |                          | رسیدن به بالاترین مقام اجرایی کشور بنام کانپاکو                                                              |
| ۱۵۸۶ |                          | لشکرکشی کیوشو                                                                                                |
| ۱۵۸۷ |                          | فرمان اخراج مبلغان مسیحی از ژاپن                                                                             |
| ۱۵۸۸ |                          | صدور پیغام تبعیت از ژاپن توسط خاندان شیمازو به پادشاهی ریوکیو                                                |
| ۱۵۸۹ |                          | تولد فرزند پسر بنام تویوتومی تسوروماتسو از همسر غیراصلی‌اش یودو دونو                                          |
| ۱۵۹۰ |                          | پیروزی در محاصره اوداوارا (۱۵۹۰)                                                                             |
| ۱۵۹۱ |                          | مرگ پسرش تسوروماتسو-استعفا دادن از مقام کانپاکو (مشاور اعظم امپراتور) و رسیدن به مقام دایجو-دایجین (صدراعظم) |
| ۱۵۹۲ |                          | آغاز دوره اول از تهاجم هیده‌یوشی به کره (۱۵۹۸–۱۵۹۲)                                                           |
| ۱۵۹۳ |                          | نقل مکان به قلعه فوشیمی تولد تویوتومی هیده‌یوری                                                               |
| ۱۵۹۶ |                          | وقوع حادثه کشتی سان فیلیپ                                                                                    |
| ۱۵۹۷ |                          | آغاز دوره دوم از تهاجم هیده‌یوشی به کره (۱۵۹۸–۱۵۹۲)                                                           |
| ۱۵۹۸ |                          | مرگ در قلعه فوشیمی                                                                                           |

## منبع‌شناسی
- منابعی که توسط معاصران هیده‌یوشی نوشته شده‌است.
  - تنشوکی: به دستور هیده‌یوشی توسط اومورا یوکو نوشته شده و قدیمی‌ترین زندگی‌نامه در مورد هیده‌یوشی است.[۱۱۴]
  - کاواسومی تایکوکی: نویسنده گفته‌های سامورایی‌ها در مورد هیده‌یوشی را در این کتاب جمع‌آوری کرده‌است.[۱۱۵]
  - تایکوساما گونکی نو اوچی اوتا گیوایچی: در سال ۱۶۱۰ منتشر شد. اگرچه یک گزیده از کتاب اصلی است، اما از نظر محتوا بی‌نظیر است زیرا نسخه اصلی وجود ندارد.
- منابعی که از نظر تحقیقی ارزش بالایی دارند:
  - تایکو سوسه‌ایکی: (سال‌های تحریر ۱۶۲۵ تا ۱۶۷۶) این کتاب به‌خصوص به حوادث نیمه اول زندگی هیده‌یوشی که در کتاب‌های تاریخی دیگر از آن یاد نشده‌است، پرداخته‌است.[۱۱۶]
  - تایکوکی: (سال انتشار ۱۶۲۶) مجموعه‌ای از زندگی‌نامه‌های هیده‌یوشی است.[۱۱۷]
  - اهون تایکوکی: (سال انتشار ۱۷۹۷) بر اساس کتاب کاواسومی تایکوکی نوشته شده و مصور است.[۱۱۸]